# ローゼンメイデン
『ローゼンメイデン』 (Rozen Maiden) は、PEACH-PITによる日本の漫画。
『Rozen Maiden』のタイトルで『月刊コミックバーズ』（幻冬舎コミックス）にて2002年9月号から2007年7月号まで連載された（1部）。
移籍・タイトルを変更して、『ローゼンメイデン』が『週刊ヤングジャンプ』（集英社）にて2008年20号から2014年8号まで月1回で連載された（2・3部）。旧バーズ版（新装版）とYJ版は、完結後に1・2・3部と正式に部分けされた。全111話。
その後、新シリーズ『ローゼンメイデン0 -ゼロ-』が『ウルトラジャンプ』（同社刊）にて2016年3月号から2019年4月号まで連載された。
メディア展開としては、まず2004年6月にドラマCD化、続いて2004年秋と2005年秋にテレビアニメ化し、関連商品が数多く販売された。2013年には設定を一新して2部を新アニメ化。また各キャラクターのドール商品も作られている。2013年の新アニメ以降は、メディア展開はほぼ全て新アニメ基準のものに一新されている。

## 作品概要
コンセプトは「アンティークドールの戦い」。
少女漫画のような作風や美しいドールの衣装から、女性からの人気も高い。画風に関しても、虹彩の細かな書き込みや背景に花を描いたりなど、従来の少女漫画に近い。メディアなどでローゼンメイデンの衣装と作風はゴシックロリータだと形容されることがある。
系統的には人造人間譚と言えるべき物でもあり、アンドロイド登場作品に共通するテーマを内包している。作中にアンドロイドの言はないが薔薇乙女をアンドロイドと考えた場合、「アリスを造る」ではなく、アンドロイドである薔薇乙女自身が、当初から強い自己意識と独立心を持ち、自らの意思で「究極の少女であるアリスを目指す」という女性主観的な要素が強調されている。また、主人公の桜田ジュンが過去のしがらみに囚われた薔薇乙女と関わり、彼女たちの確執を解消していく中で自身も成長していく物語でもある。
タイトルの由来は、響きから決めた。続いて設定を詰める段階になって、「Rosen」（独：薔薇）と「Maiden」（英：乙女）は言語が異なっていたことから、「製作者名がRozenさん」ということにして統一した。
1998年頃に話題になり始めたゴスロリファッションと、2000年12月に創刊された『ゴシック&ロリータバイブル』1号が直接のきっかけ。ゴスロリ服の少女が戦う漫画を構想し、さらに「人形」の要素も加えようと考えたところで、恋月姫人形の写真集に出会い強力なインスピレーションを得たのだという。ローゼンメイデンがゴスロリかは諸説あるが、ローゼンメイデンの元ネタは明確にゴスロリである。
バーズ版は事情により連載が終了し、「1部」という位置づけとなる。2007年4月28日に「コミックバーズ」の公式サイトで、2007年5月30日発売の7月号をもって連載終了と発表され、最終回が掲載された。2007年6月24日のPEACH-PITの公式ブログにて千道万里が、それまで当作品に関するコメントを差し控え、ファンに不安と心配を掛けていたことの謝罪と今までの応援を感謝するコメントが発表されたが、以後については「（ファンに対しては）何らかの形で必ず恩返しする」と記載したのみであった。2008年3月発売の『週刊ヤングジャンプ』16号にて（タイトルを伏せて）連載告知イラストーリーを掲載、翌17号において新連載が告知され、20号より月1回のペースで連載された。幻冬舎バーズ版の内容も、集英社から新装版として再刊された。

## あらすじ
漫画は3部構成。現代（21世紀）で7人のローゼンメイデン全員が目覚め、アリスゲームが行われる。第7ドールが全ドールとマスターを窮地に追い込む。
- 1部『Rozen Maiden』：まいた世界編・バーズ版。序章+Phase1-43。
- 2部『ローゼンメイデン』：まかなかった世界編・YJ版1-4巻。TALE1-25。新アニメ版。
- 3部『ローゼンメイデン』：2つの世界編・YJ版5-10巻。TALE26-FINAL(66)。

大正編では、アリスゲームが行われない。第ゼロドールの夢が東京を侵食し、崩壊を防ぐべく、庭師双子が夢の謎に挑む。
- 『ローゼンメイデン0-ゼロ-』<大正浪漫×薔薇乙女>：大正編・UJ版。第1階-最終階（24）。

初期アニメ版は2期構成。1部と同じ導入でアリスゲームが行われるが、漫画とは異なる展開となる。新アニメ版は設定を一新して2部をアニメ化。
- 1期『ローゼンメイデン』：12話。ドールが5人登場する。
- 2期『ローゼンメイデントロイメント』：12話。ドールが7人登場するが、第7ドールが漫画と異なる。
- 特別編『ローゼンメイデンオーベルテューレ』：2話。
- 新アニメ版（海外タイトル：Zurückspulen）：13話。

パラレルワールドの2つの世界「まいた世界」「まかなかった世界」で、2人の桜田ジュンが登場する。「まいた世界」の彼をジュン、「まかなかった世界」の彼を大ジュンと表記して区別する。またアリスゲームの性質上、ドール7人でローザミスティカ7個を配分するため、番号をつけて説明する（ボディや人工精霊も同様とする）。

### Rozen Maiden（1部）
導入（序章+Phase1-9）
引きこもりの日々を過ごす中学生の少年・桜田ジュンのもとに、怪しげなダイレクトメールが届く。書かれていた「まきますか まきませんか」の問いに、ジュンは軽い気持ちで「まきます」と選ぶ。すると翌日、重厚な革製の鞄が届く。鞄を開けると、中にはまるで生きているかのように精巧に作られたアンティークドール（少女人形）が収まっていた。ねじを巻くと人形は目覚めて動き喋り出し、「ローゼンメイデン第5ドール・真紅」を名乗る。ジュンの指には指輪が現れており、真紅と契約して下僕（しもべ・マスター）となった証だという。続いて、第1ドール水銀燈の襲撃を受け、ジュンは真紅からアリスゲームについて教わる。
第6ドール雛苺は、加減ができずにマスターの柏葉巴から力を吸収しすぎて、彼女を殺しかけてしまう。雛苺は巴の命を助けるために、自ら指輪の契約を破棄し、アリスゲームを棄権する。真紅は雛苺に「ローザミスティカを真紅に渡してただの人形になるか、真紅の下僕になるか」の2択を問う。雛苺は後者を選び、桜田家の居候となる。
夢庭師の双子（Phase9-21）
第3ドール翠星石が、真紅に助けを求めてやって来る。双子の妹である第4ドール蒼星石が、悪い人間と契約してしまったのだという。双子は対で完成する「夢庭師」である。蒼星石はマスターを優先し、翠星石との対話を拒否する。真紅は水銀燈と再び対峙するも、ジャンク呼ばわりされた水銀燈は激高し、真紅の右腕をもぎとる。逆境のジュンは翠星石と契約（二重契約）し、水銀燈を撤退に追い込む。ジュンと翠星石は、「無意識の海」に赴いて、真紅のもぎとられた右腕を回収してくるが、鳥籠に納められており取り出せない。
蒼星石のマスターは、「薔薇屋敷」に住まう結菱老人。戦いの舞台は、彼の夢の中。結菱は復讐のため、ある女性の「心の樹」を、夢庭師の力で殺してしまいたい。蒼星石は樹を切ろうとし、翠星石は樹を守ろうとする。翠星石vs蒼星石のアリスゲームが開幕する。第4ドール主従の共鳴した望みとは、双子の半身ではない自分自身になること。戦いの中で、結菱は記憶を取り戻し、自分の本当の望みに気づく。蒼星石は主の心を解き放つべく、彼の「心の影」を打ち壊すが、力尽きる。そしてローザミスティカ4を翠星石に差し出すが、そこを水銀燈に横取りされる。パワーアップした水銀燈は、そのまま全員を倒してしまおうとする。彼女の蛮行に、ジュンが勇気で抗うと、鳥籠が開き、右腕が真紅に戻る。真紅は絆の力として、右腕で水銀燈の顔を殴る。水銀燈は撤退、蒼星石はリタイヤ、ジュンたちは薔薇屋敷から帰還する。
ドールズの日常（Phase22-31）
第2ドール金糸雀が登場、桜田家をこっそりと付け狙うも、ドジで失敗するというコメディ。
水銀燈はローザミスティカ4を奪って力を得たが、大きな副作用に苦しむ。傷がうまく癒えず、翼が肥大化したせいで鞄で眠ることができない。人目を避けて廃礼拝堂に潜みつつ、彼女はねじを巻いた人物との出会いを回想する。それは柿崎めぐという、心臓に病を抱えた少女。水銀燈が「私は契約しなくても力を奪えるし、契約すれば根こそぎ力を奪える、死んじゃっても関係ない」と脅しても、逆に喜ぶという、常識の通じないイカれた子。さらに真紅からは、先の戦いで水銀燈をジャンク呼ばわりしたことを謝られるという、想定外の話をされて困惑する。廃礼拝堂が取り壊されたことで、水銀燈は寝床を失い、鞄を抱えたまま森の中で倒れる。
桜田家を梅岡先生が来訪する。彼の善意が裏目に出て、ジュンは心をえぐられ、深い眠りに落ちる。ジュンは夢の中で蒼星石の魂に会い、さらに自分は幼少時にローゼンと出会っていたという記憶を思い出す。夢のジュンは、夢の水銀燈と邂逅する。彼女は泣きながら、ジュンをお父様と誤認して抱き着いてくる。「無意識の海」の記憶の濁流に、ジュンと水銀燈は流される。ジュンは真紅の声で目覚める。めぐは水銀燈を病室に匿う。彼彼女たちを、夢や鏡の中から監視する、未知の白いドールの姿があった。
白薔薇の謀略（Phase32-43）
第7ドール雪華綺晶――実体を持たない幻のドールが、nのフィールドから現実世界のドールズを侵略すべく準備を進める。真紅は、数々の情報から、第7ドールが目覚めていることを確信する。雛苺が姿を消して、第7ドールの罠に落ち、ボディを奪い取られる。ローザミスティカ6と人工精霊6は真紅へと託される。真紅は、雛苺のリタイヤをジュンに伏せる。
水銀燈は、めぐの命を危険にさらす契約を、本当にすべきか、葛藤する。そんなとき、第7ドール雪華綺晶が、ボディ6を用いて、鏡の中からめぐの病室に出現する。長女は末妹を煽るも、末妹は動じず、逆に取引を持ち掛ける。「私のローザミスティカ7を差し上げる。全姉妹のローザミスティカも差し上げる。代わりにめぐをください」。雪華綺晶が去った後、水銀燈はめぐと指輪の契約を結ぶ。
桜田家を、金糸雀のマスターであるみっちゃんが来訪し、ジュンの裁縫の才能を評価する。ジュンは復学を目指して努力を始める。真紅は、ジュン自身の戦いをしている彼を、ドールズの争いに巻き込みたくないと考える。巴はジュンに協力するも、彼を「自分のことだけで身近な人たちのことが見えなくなっている」と責める。翠星石が結菱邸を訪れると、蒼星石のボディが消えており、結菱老人が昏睡状態に陥っていた。
真紅と翠星石は、白薔薇はマスターを標的にするということを理解し、ジュンから離れてはならないと結論する。だが雪華綺晶は、彼女らを出し抜く。雛苺のボディ6で、水銀燈の隙を狙ってめぐを鏡の中に引きずり込む。蒼星石のボディ4を操り、翠星石を罠にかける。さらに真紅をも捕まえる。拘束された真紅は、ジュンを守るために、指輪の契約を解除する。人工精霊5・6は、真紅から離れて救援を呼びに行く。人工精霊6は金糸雀と合流して桜田家のジュンのもとへ。
ジュンが目覚めたとき、契約の指輪が消えていた。ジュンは雛苺の死と、ドールズのピンチを知らされ、彼女たちを助けに行くことを決意する。ラプラスの魔は、ジュンの前に扉を出現させて問う。「開けますか？開けませんか？」ジュンは扉を開ける。

### ローゼンメイデン（2部）
1部-2部幕間
nのフィールド入りしたジュンの目的は、真紅を救って再び契約を結ぶこと。だが逆に雪華綺晶に狙われてもいるため、金糸雀のサポートのもと、謎の空間に隠れる。自由な身動きはできないものの、幸いにもパソコンが使える。ジュンはラプラスの魔の手引きで、真紅を救援すべく、「まかなかった世界」の自分に『少女のつくり方』を郵送し、アクセスを試みる。真紅のボディは囚われたままである。人工精霊5がローザミスティカ5を「まかなかった世界」に送り、人工精霊6とローザミスティカ6がオリジナルのボディを守る。攫われためぐを探す水銀燈もまた、イレギュラーな扉から「まかなかった世界」に転移する。
少女のつくり方（TALE1-7）
「まきません」を選んだ桜田ジュンは、後に外に出ることを決意した。高校に行かず大検に合格してアパートで一人暮らしを始めたが、大学の学生達とは馴染めず、アルバイト先でも店長から嫌がらせを受け、自分の居場所を感じられない日々。「時間を戻してやり直せたらよいのに」。そんな折に、彼は『少女のつくり方』という雑誌と出会う。パーツ付きの分冊雑誌が、自分の部屋に勝手に郵送されてくるという不可思議な状況であったが、人形作りに夢中になる。そして完成間近で、中学時代の自分から助けを求めるメールが届く。組立てたボディは真紅のレプリカで、まだ頭部が届いていない。大ジュンは夢で真紅の頭部を入手して、ゼンマイを巻いて彼女を動かす。真紅は彼を仮下僕とする。
レプリカ真紅に許された時間は限られている。時が来ればレプリカは崩れ去り、真紅はアリスゲームを脱落することになるだろう。
水銀燈もやって来て、大ジュンの部屋で真紅とケンカを始める。大ジュンは斉藤さんの劇団を手伝う。大ジュンは「人生をやり直したい」と思っており、「ジュン（過去の自分）を助けることに成功すれば、過去が変わって自分の周りの世界が一変するだろう」と望みを抱く。だが真紅から、そんなことはないと否定される。また大ジュンは、真紅に必要なのはジュンであって大ジュンではないのだと、諦念する。どうして自分のドールがいないのかと思った頃、『新・少女のつくり方』と、新たなメールが送られてくる。大ジュンは誘惑にかられ、真紅に隠れて2人目のドールを組み立てる。雪華綺晶の罠に、水銀燈は勘付く。
どの乙女を選びますか？（TALE8-17）
真紅のレプリカボディの限界日は、斉藤さんの劇団の公演日であった。真紅の狙いは、nのフィールドに扉が繋がる瞬間。真紅は舞台用の小道具になりかわって演壇に上がる。水銀燈は雪華綺晶をおびきよせるために、客席に大ジュンが隠れて作っていたドールのボディを持ち込む。
そして舞台公演が始まる。舞台道具の大時計が動き出し、大ジュンとドールズ以外の時間が止まる。雪華綺晶が、蒼星石のボディ4を依代に実体化を果たし、「初めまして、マスター」と挨拶する。3ドールの戦いの余波で、舞台は時間が止まったまま、メチャクチャに壊されてしまう。続いて翠星石が乱入。翠星石は、蒼星石のボディ4を攻撃しないでほしいと言い、事態はさらにややこしくなる。
どうすれば打破できるか、大ジュンは真紅に「僕に契約させてくれ」と頼む。4ドールが対峙している現状では、大ジュンと契約できた者が優位性を確立できる。紅銀翠雪「どの乙女を選びますか？」雪華綺晶は「貴方の望むままに世界を作り変えてあげましょう」と誘惑する。大ジュンは真紅を選ぼうとするが、雪華綺晶は横取りを迫る。
この賭けは、翠星石の奇策が成功する。大ジュンが契約したのは、翠星石が持ってきた、蒼星石の指輪4。契約に反応し、蒼星石のボディ4は雪華綺晶のローザミスティカ7を反発してはじき出す。また水銀燈の体内のローザミスティカ4も反応を起こし、水銀燈もダメージを受ける。だが「存在しないはずの薔薇乙女と、契約までした」度を超えたイレギュラーに、大ジュンと薔薇乙女達は全員「まかなかった世界」から追放される。
大ジュンが放り出された「第0世界」にいたのは、中学生の自分と金糸雀。まいたジュンと、まかなかったジュンの、2人のジュンが邂逅を果たす。大ジュンはジュンと対話することで、自らの蒙を啓く。大ジュンが精神的成長を果たしたことで、暗闇の第0世界は砕け、白く明るい空間に変わる。2人のジュンは、自分のやるべきことをやるために、別れる。
元の世界に戻るには（TALE18-25）
ダメージを受けた雪華綺晶は、自分のフィールドに姉たちを引き込み足止めする。翠星石が自らのローザミスティカ3を、蒼星石に与え、妹を蘇らせて自分は物言わぬ人形になる。そこに金糸雀と大ジュンが合流する。皆が元の世界に戻る条件は「止まった時間に戻る」こと。
蘇った蒼星石は大ジュンをマスターと呼ぶ。鍵となるのは舞台の大時計であり、止まっている大時計を動かせば、元の世界に戻れるはずである。「双子」なら、それができる。蒼星石は水銀燈に取引を持ち掛ける。水銀燈はローザミスティカ4を蒼星石に一時返却し、蒼星石はローザミスティカ3を翠星石に返却する。
大ジュンが双子に命令する願いは、舞台を元通りにすること。木製の大時計に、如雨露で樹木が宿り、蔓を鋏で剪定すると、振り子が動き出す。雪華綺晶は悪あがきを図るが、大ジュンは雪華綺晶を拒絶する。選ばれなかった雪華綺晶は、絶望して逃げ去る。
双子のガーデニングは完成し、時計は動いた。それゆえに、時間を動かしてしまったことで、真紅のタイムリミットが来てしまい、レプリカボディが崩壊する。真紅の生首を抱え、大ジュンは後悔の涙を流す。そこにジュンが本物の真紅のボディを持って駆けつける。大ジュンが頭部と胴体をつなぎ、ローザミスティカを入れ、「まかず」、ゼンマイを託されたジュンが「まき」、真紅が目を覚ます。
大時計から伸びた2本の枝が「まいた世界」「まかなかった世界」に繋がるという。大ジュンは、蒼星石との契約指輪をジュンへと譲渡する。皆と別れ、大ジュンはただ一人で「まかなかった世界」への道を行く。彼の手元には、「薔薇のゼンマイ」と、紅ではなく「白の人形」が残された。変わり映えしない日常も、目を凝らせば、新たな未来への選択肢だらけである。

### ローゼンメイデン（3部）
柿崎めぐと白い人形（TALE26-41）
まいた世界のジュンは復学を果たし、別のクラスの鳥海皆人と友人になる。皆人は「創造できるジュンがうらやましい」と語る。また時を同じくして、クラスに柿崎めぐが転校してくる。彼女は長い病気療養から復帰したのだという。だがジュンと二人きりになったとたんに、彼女は豹変し、ジュンの心を責め抜く。
水銀燈はnのフィールドでめぐを探しているが見つからない。蒼星石には「めぐを見つけたらローザミスティカ4を返してもらう」と念押しし、蒼星石は文句を言わず了承する。そこにラプラスの魔が介入し、「真実だけを映し出す鏡」を2人に見せる。水銀燈が見た像は「白い人形を抱く、セーラー服姿のめぐ」、蒼星石が見た像は「水晶に閉じ込められて眠るジュン」。不可解な何かが起こっている。
ジュンが学校で倒れ、病院に運び込まれた。夢庭師でも夢に入れないほどの深い眠りに陥っており、ドールズは雪華綺晶の暗躍を疑う。また、水銀燈が現実世界のめぐの病室に戻ってみると、そこにはめぐ「ではなく」桜田ジュンが眠っている。わけがわからない。水銀燈と金糸雀は、みっちゃんを交えて情報を整理する。
病院と学校の空間が繋がる。学校にいる巴は、めぐに追い詰められる。めぐの隣にいるのは、仮ボディの雪華綺晶である。雪華綺晶は巴を苗床に狙う。病院入りした水銀燈・金糸雀・みっちゃんは、空間移動して、ついに水銀燈はめぐと再会を果たす。めぐは水銀燈を挑発しつつ、雪華綺晶は自分に力をくれたのだと語る。巴は助かったが、みっちゃんが捕まり、雪華綺晶とめぐは撤退する。別ルートで病院入りしていた真紅・翠星石・蒼星石もまた、まやかしに足止めされていた。
仮ボディの雪華綺晶は、水晶の城へと帰還する。工房の「お父様」鳥海皆人は、彼女に「有機の身体」を創ってあげようと語りかける。
雪華綺晶のフィールド（TALE42-58）
ここは病院だが、現実世界の病院ではなく、既に雪華綺晶のフィールド内である。元マスターの巴と、ドールの銀金翠蒼紅。無事な現マスターはもう一人もいない。みっちゃんを奪われた金糸雀は単独行動に出ようとするが、水銀燈がついていく。新手の敵「雪華綺晶の新しい姉妹」を、水銀燈と金糸雀が連携で倒す。
真紅・翠星石・蒼星石の3人は、全員がジュンと契約している。そのジュンが今ピンチに陥っているというジレンマである。だがジュンはもう一人いたのである。巴の携帯電話を介して、ドールズは「まかなかったジュン」に協力を仰ぐ。するとコドウグが動き出して、大ジュンを真紅たちの許へと空間移動させる。コドウグは味方である。彼女は雪華綺晶のフィールドのセキュリティをすりぬけることができる。再びチームがばらけ、銀蒼、紅翠金、大ジュン巴の3班に再編しての別行動となる。
皆人は、捕まえてきたみっちゃんに、アリス用のドレスを作らせる。仮ボディの雪華綺晶は、有機の身体に心を躍らせる。みっちゃんは逃げ出すが、雪華綺晶に見つかってしまう。だがそれは、同じ姿のコドウグであった。はぐれたコドウグは大ジュンを探しており、みっちゃんはコドウグを信頼して同行する。
病室で眠るジュンの精神は「無意識の海」をさまよう。蒼星石は、夢の中からジュンの救出を試みる。他方、巴と大ジュンは桜田家を模した空間に出る。そこにいたのは雛苺。雛苺は昏睡に陥ったジュンを起こそうとしている。蒼星石の導きに支援され、大ジュンは鏡を介して「無意識の海」の中にいたジュンを引っ張り上げる。巴が呼び掛け、ジュンは目を覚ます。ジュンの指輪は、指貫に変わっていた。巴は雛苺のボディを抱えて残る。
新たな敵を前に、真紅と金糸雀を逃がして、翠星石がリタイヤとなる。ジュンを救い出した蒼星石もまた、自分の役目は終わったと、ローザミスティカ4を水銀燈に返却してリタイヤする。真紅は金糸雀に「私のアリスゲーム」を解説する。それは、奪い合いという大前提に抗うやり方でもある。
大小ジュンは、2つの情報を得て、二手に別れることにする。ジュンは真紅と金糸雀がいるらしい方へ、大ジュンは翠星石がいるらしい方へ。迷路と新たな敵を前に、金糸雀がゼンマイ切れになり止まってしまう。続いて真紅もピンチに陥るも、合流したジュンが機転で敵を倒す。大ジュンは、コドウグ＆みっちゃんに合流を果たすが、翠星石の救出には失敗する。
大ジュンの携帯電話で、ジュンは敵の首魁と会話する。「鳥海なのか！？」「ふざけないでくれよ。鳥海皆人は君だろう？　僕は桜田ジュンだ。僕はお父様だ。この世界の創造主だ」そして皆人は通話を切る。真紅・ジュン・大ジュン・みっちゃん（金糸雀）は、雪華綺晶の城に突入する。水銀燈もまた城へと入り、真紅たちと合流する。
アリスゲーム終幕（TALE59-65）
ラストバトルが開幕。待ち受けるは、お父様＝桜田ジュンを名乗る皆人。真紅を迎え撃つのは、改造された翠星石。水銀燈を迎え撃つのは、第7ドールアリス＝めぐに憑依した雪華綺晶。2人のジュンは翠星石を操るからくりを止めるべく奮闘し、その過程でジュンはローゼンに会い、彼を継ぐ。翠と金のローザミスティカをアリスが吸収する。水銀燈とアリスが差し違え、めぐが死亡、水銀燈がリタイヤ。アリスの力は失われ、雪華綺晶はフィールドを維持することができない。幻の創造物は崩れ去り、皆人も消滅する。めぐの金翠ローザミスティカが水銀燈へ、水銀燈の銀金翠蒼ローザミスティカが真紅へ。
アリスゲーム最後の2人は、真紅と雪華綺晶。真紅は6個のローザミスティカを持つ。雪華綺晶は限界まで弱体化し、辛うじて自身のローザミスティカ1個が残るのみ。アリスゲームの幕引きに、真紅が出した回答は、何も持たない彼女に、自分の持つ全てを与えること。真紅は6個のローザミスティカ全てを雪華綺晶に差し出す。だがボロボロの雪華綺晶には、もうローザミスティカを受け入れる力すらない。ジュンが真紅を支え、真紅は雪華綺晶に手を伸ばす。諦め消えゆく雪華綺晶に、大ジュンは戻っておいでと手を伸ばす。だが雪華綺晶は力尽きて消滅し、ローザミスティカ7/7を真紅が受け止め、真紅がアリスとなる。
薔薇乙女（FINAL TALE）
「お父様、私はあなたが願うアリスではありません」。アリスとなった真紅が望んだのは、1つになったローザミスティカを再び7つに分けて姉妹たちに配分すること。1水銀燈、2金糸雀、3翠星石、4蒼星石、6雛苺、7コドウグ。願いの代償に、真紅のローザミスティカ5は砕け散る。6人のドールは蘇り、真紅は物言わぬ人形となる。娘を亡くした父は礼拝堂で懺悔し、そこに現れる黒翼のドール。
まかなかった世界のジュンのアパートを、まいた世界のジュンが訪れる。「雪華綺晶、力を貸して」。ジュンの次の目的は、真紅を目覚めさせるために、自分でローザミスティカを創り出すこと。桜田ジュンと6人のドールは世界を廻る。

### ローゼンメイデン0-ゼロ-

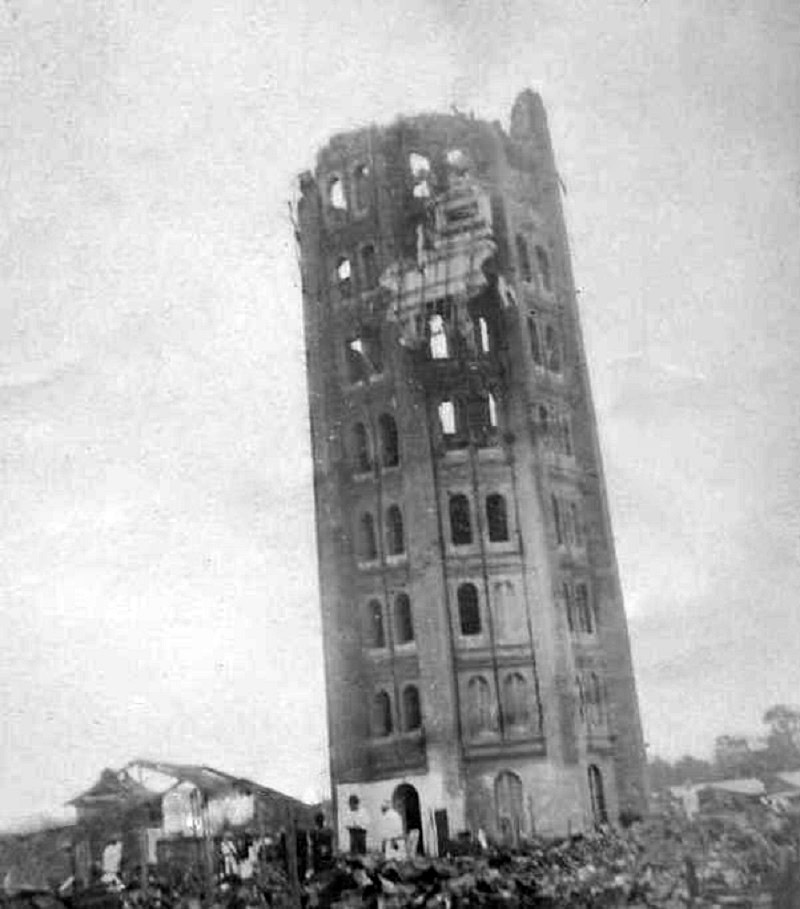
井戸の中で華が見たもの

十二階を覆う蔓（第1-6階）
第ゼロドールの夢が、箱庭の薔薇乙女たちを取り込む。真紅は眠り続け、金糸雀と雛苺は終わらないお茶会をくり返す。難を逃れた水銀燈、翠星石、蒼星石は、大正時代の帝都へと。
結菱家の坊ちゃんは、夢で見た真紅に魅せられ、双眼鏡を通すと彼女が見える東京十二階＝遥雲閣へと通う（※Ayame-san・押絵と旅する男）。ある日の外出には、女中の菊も同行し、翠星石も隠れて付いて行く。坊ちゃんは双眼鏡で何を見ているのだろうと、翠星石は双眼鏡を覗き込む。
菊の妹の華は十二階の昇降機ガールである。彼女が迷い込んだのは、あるはずのない「十三階」、nのフィールドの箱庭だった。「要するに夢の中なんだべさ」（※不思議の国のアリス）。華は金糸雀と雛苺に、十二階へと帰る方法を尋ねる。井戸の中をパラソルで降下する華が見たものは、上からは「覗き込む両目」、壁面には「折れた十二階の写真」、底には「紅いドレスの眠る人形」。菊が頭上を見上げると、空から華が降ってきた。「折れた十二階」、あれは未来の光景では？　華の背筋が凍る。そんな華のもとには蒼星石がやって来る。
第ゼロドールの夢が十二階に蔓を伸ばす。夢の蔓が帝都を覆いつくすと、現実も崩壊してしまうという。姉妹の菊と華は、双子の夢庭師のマスターとなった。翠星石もゼロドールの影響を受けており、記憶が不完全となっている。真紅を探す坊ちゃんは、第ゼロを探す水銀燈と邂逅する。
翠蒼探偵団（第6-17階）
華は街を守りたい。坊ちゃんの双眼鏡を借りて、ゼロドールの夢に繋がる「ほころび」を探す。一方で、結菱家の女中頭の娘さんの行方が知れなくなっており、菊は何とかしてあげたい。翠蒼探偵団の結成である（※シャアロックホルムス）。
娘さんを無事に見つけることには成功した。子供をさらう「兎頭の怪人」の噂は本当であった。彼女の証言では、見世物小屋の「歌う人形」を見に行ったところ、兎頭に捕まり、目を検分されたのだという。兎頭は、翠星石と蒼星石のオッドアイの紅眼に狙いを定める。帝都の夜を飛び回る「幻の蝶」に籠る、眠る真紅の歌声。
見世物小屋の団長の娘である揚羽が、菊と華に探偵依頼をする。「父さんは、兎頭と組んで悪事をしようとしている。止めてくれ」。探偵団は芸人に変装して見世物小屋に潜入する。そこで噂の「歌う人形」てふ子を見つけるが、動かない、ただの人形である。隙を突かれ、蒼星石が兎頭に捕まってしまう。
兎頭は娘を創りたい。てふ子のための眼を探して子供をさらうが、目的の眼は見つからない。不要になった子たちは団長が引き取って、海外の人買い船に売っていた、というのが事件の真相である。
洋猫のプルプルを仲間に加え、探偵団は蒼星石の救出に向かう。待ち受けていた兎頭が翠星石に襲い掛かる。翠星石は如雨露で植物を召喚するが、謎の歌声と蝶が、植物を止める。姿を現したのは、紅い左眼だけを見開いたてふ子人形。翠星石はてふ子を攻撃するが、現れた水銀燈になぜか妨害され、兎頭とてふ子の逃走を許してしまう。
帰ってきた蒼星石には、左眼球が無かった。華と翠星石はショックを受けるも、蒼星石は「自分から貸した」「翠星石には手を出さないという約束もした」と説明する。もちろん翠星石は敵が諦めるなどと思わない。謎はまだある。水銀燈は何がしたいのか？　ローゼンメイデンでもゼロドールでもないてふ子人形は何者か？
お屋敷が投石で嫌がらせを受ける。菊は作戦を変更し、悪者たちのもとに赴く。見世物小屋の団長と交渉し、悪事を諦めさせる。外国船の悪党共は、双子がドールの実力行使で懲らしめる。そのまま決着をつけるべく、「十三階」のnのフィールドを経由して、兎頭・てふ子のもとへ。ついに兎頭の正体と対面する。夢に囚われつつあった兎頭の心を、庭師双子が如雨露と鋏で剪定して救う。てふ子は蒼星石に眼球を返却する。
てふ子が水銀燈の声と口調で喋り出し、翠星石と蒼星石は驚く。水銀燈になついたてふ子は、遠くの声を伝える受信機になったらしい。
ゼロドールのもとへ（第18-最終階）
行方不明だった子供たちは帰ってきた。事件は静かに解決し、平和が戻ったはずだが、ほころびがまだある。水銀燈はプルプルを連れ、「まだ終わらない」と語る。双子は箱庭に戻り、金糸雀・雛苺とお互いの報告をする。てふ子はすっかりローゼンメイデンの妹分としてなじんでいる。
華と蒼星石は、推理を菊と翠星石に語る。「十二階が不思議な力を持つ場所だった。影響を受けて、双眼鏡も力を持つようになった。今や坊ちゃんは双眼鏡だけで紅薔薇に逢いに行くだろう。ほころびのきっかけは坊ちゃんにある」。その推理は正しかった。坊ちゃんは、鏡世界のようなお屋敷で、紅薔薇と逢引する。黒衣の真紅は坊ちゃんに名を訊ね、坊ちゃんは名乗る。
水銀燈とプルプルは暗闇の世界を探る。菊と華は、紅薔薇を追跡するために、十三階のさらなる先の暗闇へ。菊と華を昇降機に残し、翠星石と蒼星石は暗闇に突入する。合流した水銀燈は双子に、闇雲ではゼロドールにはたどり着けないと説明する。そして、まやかしの中から、眠ったまま歌い続ける真紅を露わにする。双子の援護のもと、水銀燈が真紅に接触すると、鏡世界の結菱邸へと転移する。てふ子もやってきて、ゼロドールの歌を止めるために、水銀燈を追う。
黒のドール2人は、坊ちゃんの鏡世界で対峙する。坊ちゃんと契約した真紅は、マスターのいない水銀燈を圧する。しかし乱入してきたてふ子が、身を挺して水銀燈をかばい、夢の真紅を消し去る。歌う真紅が目を覚まし、プルプルが真紅の姿へと変わる。眠りながら歌う乙女が目覚めたことで、第ゼロドールの夢はほころびと共に消え去る。
大正12年9月、帝都は何事もなく平和である。薔薇屋敷ではお茶会が開かれる。坊ちゃん、菊、華。そこに訪れる人形たち。しゃぼん玉が、樹上まで飛ぶ。水銀燈が触れて、壊れて消える。

### アニメ版
初期アニメ版・1期
水銀燈と戦った後、真紅が眠ったまま目覚めない。ジュンはネットでローゼンメイデンについて調べるが、伝説すぎて本当の情報が手に入らない。「ある本」に詳しく書かれているというが、その本は図書館改装のため中学校に移されていた。ジュンはトラウマから学校に入ることができず、葛藤するも、勇気を出して早朝に忍び込み、目的の本を見つける。そしてジュンは真紅の鞄から人工精霊を呼び出す。人工精霊が、真紅に仕掛けられた水銀燈の小細工を取り除いたことで、真紅は目覚める。
水銀燈は、双子から奪った夢の力を用いて、ジュンを悪夢に封じ込める。ジュンはトラウマに苦しめられるが、姉の叱責で我を取り戻す。水銀燈は真紅を追い詰め、右腕をもぎとる。ジュンは水銀燈の前に立ちふさがり、真紅を連れて退却する。だが右腕を失った真紅は弱気になってしまう。ジュンは真紅の右腕を取り返し、絆の力で縫い付ける。復活した真紅は水銀燈を倒す。敗れた水銀燈は、自らをジャンクと絶望して消滅する。
初期アニメ版・2期『トロイメント』
6体のローゼンメイデンの誰一人、第7ドールに会ったことがある者はいなかった。先の戦いで水銀燈を亡くしたことで、真紅のショックは大きく、もう戦わないことを表明する。そこに第7ドール薔薇水晶が現れる。第2ドール金糸雀も登場、水銀燈も生きており、7体のローゼンメイデンが出揃う。ラプラスの魔は彼女たちを戦いへと煽動する。一方のジュンは、人形師の槐先生と知り合う。
槐と薔薇水晶が共に現れたことに、ジュンと真紅は驚愕する。槐は自分こそがお父様＝ローゼンであると告げ、戦いを促す。薔薇庭園のフィールドでのアリスゲームは、最終的には真紅と薔薇水晶の一騎打ちとなる。真紅はとどめをためらった隙を逆に突かれて敗北し、薔薇水晶が勝利者となる。だが実は、この戦いはアリスゲームではなかった。槐が、師ローゼンを超えたことを証明するために、空席の第7ドール枠に自作の薔薇水晶を割り込ませ、全ドール達を戦いへと仕向けていただけである。しかし6個のローザミスティカを取込んだ薔薇水晶は自壊してしまう。槐は崩壊する娘と共に、光の中に消え去る。
戦いが終わり、薔薇乙女たちは復活していた。彼女たちを修理したのは、お父様か。
初期アニメ版・特別編『オーベルテューレ』
真紅が水銀燈とのなれそめを回想する。第1期の前日譚。
新アニメ版
※1部ダイジェスト＋2部

## 登場人物

### 主人公
桜田ジュン（さくらだ じゅん）※「まいた世界」のジュン
声 - 真田アサミ
1部・3部の主人公。真紅の契約者。不登校ヒキコモリの中学2年生。大きなメガネをかけている。
裁縫が得意で、壊れた人形を直すことによって迷子になった人形の魂を呼び戻したり、ローゼンメイデンのパーツを組み直す等、マエストロ（神業級の職人）並の腕を持つ。
桜田ジュン（さくらだ じゅん）※「まかなかった世界」のジュン
声 - 逢坂良太
2部・3部の主人公。真紅と契約しなかったパラレルワールドのジュン。大学生。背が伸びて、髪を染め、コンタクトレンズにした。
自分の居場所を見つけることができず、疎外感を感じている。ブランクはあるが、物を作り上げる腕は健在。雪華綺晶に契約を迫られる。
菊（きく）
『ゼロ』の主人公。大正時代の東京のお屋敷で働く女中。翠星石の契約者。
言葉に田舎訛りが抜けていないことを恥ずかしがっており、自信が無く、はっきりと話せない。洋装の妹がいる。

### ローゼンメイデン（薔薇乙女）
真紅（しんく）
声 - 沢城みゆき
ドール側の主人公。「ローゼンメイデン」シリーズの第5ドール。金髪青眼に赤衣のドール。
プライドが高く、紅茶とマナーに厳しい。契約者との絆を重視する。アリスゲームを「私のやり方」で制すると臨む。
水銀燈（すいぎんとう）
声 - 田中理恵
第1ドール。銀髪に黒衣、黒翼のドール。アリスへの執着心が非常に強く、ローザミスティカを集めるためなら手段を選ばない。1部序盤における敵であり、真紅の最大の好敵手。
金糸雀（かなりあ）
声 - 志村由美
第2ドール。小柄な金のドール。日傘とバイオリンを持つ。
翠星石（すいせいせき）
声 - 桑谷夏子
第3ドール。長髪に緑衣のドール。双子ドールの姉。如雨露（じょうろ）を持つ夢の庭師。『ゼロ』の主役ドール。
蒼星石（そうせいせき）
声 - 森永理科
第4ドール。短髪に青衣のドール。双子ドールの妹。鋏を持つ夢の庭師。
雛苺（ひないちご）
声 - 野川さくら
第6ドール。幼いドール。苺のツルを伸ばすことができる。泣き虫で甘えん坊だが、思いやりは強く優しい。
雪華綺晶（きらきしょう）
声 - 千葉千恵巳
第7ドール。本体を持たない精神体のみのドール。右眼から白薔薇が生えている。長い孤独により精神は狂気を帯びている。本作におけるヴィランであり、1・2・3部を通して、策を弄し暗躍する。

## 用語・世界観

### 薔薇乙女・アリスゲーム関連
ローゼンメイデン（薔薇乙女、Rozen Maiden）
人形師・ローゼンによって究極の少女・アリスを目指すべく作られた、不思議な力を持つ7体のアンティークドール・球体関節人形の総称。ローゼンが生涯をかけた作品で、「生きた人形」とも呼ばれる最高傑作シリーズとされる。制作年代が数百年単位でバラバラともいう、伝説上の存在であり、世間的には実在を疑問視する声も大きい。
普通のドールではなく、「ローザミスティカ」「ゼンマイ」「マスターとの契約」によって動き出す、錬金術で創られたオカルト人形である。アリスを決めるために時代を越え、人間と契約を結び姉妹たちと戦う使命を帯びる。
全部で7体の姉妹。大腿部の内側には、ローゼンの直筆サインとナンバーが刻印されている。
並行世界に1体しか存在しないという特性がある。世界を去るとあらゆる痕跡が消え、出会った人の記憶のみに残る。ジュンへの「まきます・まきません」の選択を機に、まかなかった世界ではローゼンメイデンが（過去に遡って）存在しないことになっている。2部のレプリカ真紅は抜け道で、2人の真紅（ローザミスティカ5+レプリカボディ/ローザミスティカ6+真のボディ）がいる状態だと、レプリカが偽物判定され消滅する。
初期アニメ1期1話副題『薔薇乙女』、独語サブ「Fräulein Rose」（カナにするとフロイライン・ロゼ）。
アリス
ローゼンが理想とする完璧かつ至高の少女。アリスになるためには「アリスゲーム」に勝ち、7個の「ローザミスティカ」を全て集めなければならない。
ビジュアルイメージとして「翼ある白いシルエットの少女」として描かれることがある。
初期アニメ2期12話副題『少女』、サブ「Alice」（欧州の女性人名「アリス」）。
アリスゲーム
ローゼンメイデン達が戦い、互いのローザミスティカを奪い合うゲームであり、彼女達に与えられた宿命とされている。これに勝ち、ローザミスティカを得た勝者はアリスに一歩近づき、逆に失った敗者はただの動かぬ人形となる。厳格なルールは明言されておらず、複数のドールが手を結ぶことも、人間を巻き込んでも良いようである。
7体全員に異なる思惑がある。真紅は奪い取ることを良しとせず、「私のやり方でアリスゲームを制する」とルールに抗い、雪華綺晶はローザミスティカという大前提を無視し、全く異なる手段でゲームをかく乱する。
鞄（かばん）
ローゼンメイデンが眠る時に入るトランクケース。高級そうな造りで、革張りの表面に金色の薔薇の彫金が施されている。真紅は規則正しく午後9時から午前7時まで鞄で眠る。雪華綺晶は非実体のため鞄をもたない。ドール毎による見た目の違いは無い。一時期、鞄の中で眠れなくなった水銀燈が明らかに疲弊していたため、ドールにとって必要不可欠なものであることがうかがえる。
翠星石は鞄に乗って飛行する。『ゼロ』の翠星石は鞄を紛失している。加えて、初期アニメ版では蒼星石と真紅も鞄で飛ぶ。
契約者（マスター）
ローゼンメイデンと契約を結んだ人間のこと。ドールと契約者の上下関係はドール毎に異なる。例えば、真紅にとっては下僕（しもべ）、蒼星石にとっては忠誠を尽くす主人、水銀燈（初期）にとってはただの糧であり媒介、雪華綺晶にとっては苗床。
基本的に、ねじを巻いた者と契約する。ドールが活動するための力の供給源であり、ドールに近い素養がある者を人工精霊が選ぶ。さらに「無意識の海」を介して心が繋がり、相互の精神に影響し、お互いの成長を促す面がある。
媒介（ばいかい）とも呼ばれる。非契約で一方的に力を吸うだけなら、マスターではなく媒介である（初期の水銀燈）。初期アニメでは契約しても媒介（ミーディアム）と呼称され、マスターとは呼ばれない。
契約の指輪
契約者がドールと契約を交わした際に、左手薬指に現れる指輪。これによりドールに力を供給することが出来、ドールが力を使うと発光発熱する。「無意識の海」を介して契約者の力をもらうため、消耗は疲労や気だるさとなって現れる。一つの時代に一ドールが一つだけ持つ。
ジュンは真紅と翠星石2体のマスターであり、2人目と契約したことで薔薇の指輪は形を変え大きくなった。3部TALE49で、ジュンの指輪は指貫に変わる。
漫画と初期アニメではデザインが異なる。初期アニメではドールにも契約の指輪がある。漫画も設定が変わり、2部からドール側にも指輪があるようになった。
初期アニメ2期4話副題『契約』、独語サブ「Vereinbarung」。初期アニメ1期次回予告〆の定型文は「誓いなさい、この薔薇の指輪に」。
ローザミスティカ
ローゼンメイデンの心臓部。外観は幾重もの光輪を伴った結晶体。動き出すために必要なもので、失うと物言わぬ人形に戻る。ドールズの間では、7つのローザミスティカを全て集めるとアリスになれると信じられている。
ローゼンが錬金術で生成したものと伝わる。当初は1つであったが、ローゼンがこれを7つに割って7人の娘に分け与えた。その正体は、ローゼンの砕けてしまった心の欠片である。
奪い取ったときと与えられたときでは、効果が異なる。前者は拒絶反応を起こす劇薬となる。
初期アニメ版では独自の設定がある。他者のローザミスティカを取り込むと、元の持ち主の能力を使うことができるようになる。さらに、水銀燈はローザミスティカが無い状態で動き出している。薔薇水晶は非ローゼン製ドールであり、ローザミスティカ無しに動いている。また、6つのローザミスティカのパワーに耐えきれなかったことが描かれている。
人工精霊（じんこうせいれい）
ローゼンメイデンをサポートする、浮遊する発光体。姉妹達が個々に所有、それぞれ色が異なっており、主に戦闘のサポートや新しい契約者を探したり、回復させたりする等の役目を持つ。それぞれのドールの人工精霊の名前は、水銀燈はメイメイ、金糸雀はピチカート、翠星石はスィドリーム、蒼星石はレンピカ、真紅はホーリエ、雛苺はベリーベルである。ローゼンメイデンとは意志の疎通ができるほか、離れての行動も可能。物体を透過することはできない。性能や性格はそれぞれ異なる（例えば雛苺のベリーベルは臆病）。
ドールがアリスゲームに敗れると、ローザミスティカに連動して他のドールの許へと移動する。
初期アニメ版設定では、ドールの特殊能力は人工精霊に宿っている。1期では水銀燈が双子の人工精霊を奪って夢の力を得る。
ジャンク（壊れた子）
完璧を求めるローゼンメイデンにとっては最大の侮辱語。水銀燈が多用し、自分が言われると激怒する。
初期アニメ版では、水銀燈の設定改変に伴い、ニュアンスが少し異なるものとなっている。

### 現実世界
桜田家
庭付きの一戸建て。本来の住人は両親と子供2人だが、古物商をやっている両親は不在となっており、ドール達がやって来ている。ジュンの部屋は二階で、ドール達が来てから、窓ガラスがよく割れるようになった。物置には年代物の姿見鏡があり、真紅たちがnのフィールドへの出入口として使用する。
結菱邸（薔薇屋敷）
元華族・結菱家のお屋敷。高台に建つ洋館。薔薇屋敷の異称で呼ばれるが、薔薇庭園は荒れて久しい。
『ゼロ』では大正時代の結菱邸が登場する。地理的には浅草近郊に設定され、菊が女中として仕えている。蒼星石はこの庭園を「薔薇が咲き乱れる」と予言する。
有栖川大学病院（ありすがわ だいがくびょういん）
316号室にめぐが入院している。3部ではめぐが退院し、入れ替わりにジュンが入院する。さらに雪華綺晶のまやかしに浸食されて、雪華綺晶のフィールドに接続する。最終決戦にてジュンがローゼンを継ぎめぐが死んだことで、現実ではずっと入院していためぐが病死したことになる。
近くに礼拝堂がある。新旧礼拝堂の2つ。旧礼拝堂は水銀燈の宿。
遥雲閣（よううんかく）
浅草にそびえ立つ、帝都東京を見渡せる高塔。華が昇降機ガールをしている。最上階十二階だが、ときに昇降機が幻の十三階につながる。
凌雲閣（浅草十二階）に相当する建造物。華がnのフィールド内で見た断片的な光景では、壊れている。これは第ゼロドールの夢が消えたときに起こる「何か」を示唆する。
まいた世界
1・3部の舞台。ジュンが「まきますか まきませんか」の問いに「まきます」を選んだ世界。ローゼンメイデンが存在する世界はここである。
まかなかった世界
2部の舞台。ジュンが「まきますか まきませんか」の問いに「まきません」を選んだ世界。枝分かれしたパラレルワールドである。時間の流れが異なり、ジュンが大学生になっている。枝分かれ前に遡って、ローゼンメイデンが存在しないことになっている。
大正時代の帝都
『ゼロ』の舞台。時系列としては、1・2・3部の過去。ただしパラレルワールドが絡んでおり、単純に100年前とはならない。
凌雲閣の代わりに遥雲閣がある。ゼロドールの夢に侵食されつつあり、放っておくと崩壊するので、防がねばというストーリーとなっている。防げないと、地震が起きて街が壊れる。だが防ぐと、地震が起きないので歴史が変わる。

### 精神世界
精神や心の領域。人の心が、「世界樹」や「無意識の海」で繋がっている。個人が「心の樹」と「フィールド（夢世界）」を持っている。夢庭師は心や夢に干渉する。
夢
眠りの中の心の世界。
初期アニメ1期6話副題『夢』、独語サブ「Träume」。初期アニメ2期シリーズ副題「トロイメント」（träumend。動詞träumen（夢を見る）の現在分詞）で、「その旋律は夢見るように」のフレーズは次回予告〆の定型文。
nのフィールド
現実世界と表裏一体をなす空間。無数の世界で構成され、「扉」がそれを繋いでいる。通常は鏡面や水面など、光を映し出す面から出入りする。夢庭師の翠星石と蒼星石は夢を経由して出入りできる（閉じた瞳は夢を「映す」）。そして扉は気まぐれに開く。個々のフィールドには数字が振られている。
初期は「思念で構成された現実世界の裏側」という非常に曖昧なイメージだったが、夢庭師双子の登場以降、「個人の精神の世界」という意味合いが強くなった。自分の持つイメージが曖昧だと、人型を保つこともできなくなる。人間の精神体が出てこれなくなると、現実の肉体は眠ったままの昏睡状態に陥る。姿を消したローゼンはnのフィールドのどこかにいると言われる。
初期アニメ版では始めから「個人の精神（≒夢）の世界」の意味合いの方が強く、ジュンも真紅も雛苺も水銀燈も、自分のフィールドを持っている。
- 天蓋の大時計

ローゼンの箱庭の天を覆う、人工の天蓋。時間が曖昧なnのフィールドから、ローゼンはこれにより現実世界に干渉していた、らしい。
雪華綺晶の城には、天蓋の大時計のレプリカがある。ローゼン＝箱庭の大時計、雪華綺晶の大時計＝鳥海皆人。最後のアリスゲームの裏で、ジュンは、皆人の大時計を組み替えて、ローゼンに出逢い、お父様を継承し、新ローゼンになる。
- 第0世界

nのフィールドに近い異空間世界。現実世界を裏側から見た場所。自分がはっきりしていなければ迷子になる。「パラレルワールド内のどの世界の」「誰の視点か」によって、見え方が異なる。
ジュンの第0世界（≒ジュン視点での、まいた世界）は、ビジュアルがない無数の文字の世界に見えるが、これは彼が文字への依存度が強いため。
大ジュンの第0世界（≒大ジュン視点での、まかなかった世界）も、基本的に同様である。だが、TALE17にて一気に精神的成長を果たして、別物へと変わる。世界は目に見えない選択肢に満ちている・自分の手で世界を選び取れることに気づいたことで、文字と暗闇の第0世界は砕けて、白く明るい第0世界となる。
- 無意識の海：あらゆる人間の心の集合が海になっている。個人のエリアがあるが、境界は曖昧。ドールはマスターから力をもらい、心も近くなる。たまに心がお互いに流れ込む。浸かると悪い記憶が思い出される。アリスゲームの敗者の魂は、迷子になってここを漂うと言われている。
- 9秒前の白：無意識の海の底にある、真っ白い世界。Phase28でジュンが蒼星石の魂や、泣く水銀燈（夢の精神体）と邂逅する
- 雪華綺晶のフィールド（第42951世界）：中心部には巨大な水晶の城がそびえ、周囲にはいら草と水晶でできた樹木が生い茂る。雪華綺晶の力で生み出されたあらゆる物が侵入者を阻む。そびえ立って見える城も幻影で、通常の方法では入ることすらできない。城の中枢は機械仕掛けで、お父様の箱庭を模し、天蓋の大時計のレプリカがある。3部のラストダンジョン。
- 雛苺のフィールド（第82633世界）：柏葉巴の部屋を模しており、お菓子や人形で溢れている。
- 夢の世界：nのフィールドの一部。個人の精神世界で、基本的には直接行けるのは当人だけ。間接的に行くとなると、まずnのフィールドへ入り、無数の扉の中から目的の扉を探す必要がある。夢庭師の双子は本人のそばに行けば、夢の扉（波紋状の空間のゆがみ）を作って直接入れる。
- 箱庭：ローゼンの庭。ローゼンメイデンの故郷。天蓋の大時計が、人工の太陽と月と星で時間を刻む。
- ローゼンのアトリエ：ローゼンがローゼンメイデンを作った場所。箱庭の奥にある（が、ローゼン以外は入れない）。
- 暗闇：nのフィールドの最果て。ゼロドールがいる。
- 鏡面の結菱邸：坊ちゃんが、逆さ双眼鏡で出入りする空間。黒衣の真紅がいる。誰にも見つからない、盲点のような場所。

## 既刊一覧

### バーズコミックス
- 『Rozen Maiden』全8巻

1. 【序章、Phase1-4】ISBN 4-344-80212-8
2. 【Phase5-11】ISBN 4-344-80340-X
3. 【Phase12-18】ISBN 4-344-80452-X
4. 【Phase19-22】ISBN 4-344-80505-4
5. 【Phase23-28】ISBN 4-344-80620-4（初回限定版：ISBN 4-344-80621-2）
6. 【Phase29-33】ISBN 4-344-80691-3（初回限定版：ISBN 4-344-80690-5）
7. 【Phase34-40】ISBN 4-344-80822-3（初回限定版：ISBN 4-344-80804-5）
8. 【Phase41-43】ISBN 978-4-344-81030-3

3巻にはコラボコミック3ページを収録。2003年冬に、PEACH-PITの連載3誌合同企画として、『Rozen Maiden』『ZOMBIE-LOAN』『DearS』の3作品コラボが行われたときのもの。初出は『月刊コミックバーズ』（幻冬舎コミックス）2004年1+2月号、『月刊Gファンタジー』（スクウェア・エニックス）2004年1月号、『月刊電撃コミックガオ!』（メディアワークス）2004年2月号。集英社新装版への再録無。
最終8巻は、3話・全92ページと、第1～7巻に比べてページ数が少ない。
ドイツ語、英語、イタリア語、フランス語、韓国語等の翻訳版も発行された。

### ヤングジャンプコミックス
週刊ヤングジャンプの連載に併せて、ヤングジャンプ・コミックスから「Rozen Maiden 新装版（全7巻）」が一月に一冊ずつ発売された。新装版7巻の翌月にヤングジャンプ連載版1巻を刊行し、以後は連載に合わせて続刊。
特記のない限り著者はPEACH-PIT、発行は全て集英社のヤングジャンプ・コミックスより。
- 『Rozen Maiden 新装版』 全7巻
  1. 【序章、Phase1-4】2008年4月30日第1刷発行（4月25日発売[集 1]）、ISBN 978-4-08-877455-8
  2. 【Phase5-11】2008年5月31日第1刷発行（5月26日発売[集 2]）、ISBN 978-4-08-877456-5
  3. 【Phase12-18】2008年6月30日第1刷発行（6月26日発売[集 3]）、ISBN 978-4-08-877457-2
  4. 【Phase19-23】2008年7月30日第1刷発行（7月25日発売[集 4]）、ISBN 978-4-08-877458-9
  5. 【Phase24-30】2008年8月31日第1刷発行（8月26日発売[集 5]）、ISBN 978-4-08-877459-6
  6. 【Phase31-36】2008年9月30日第1刷発行（9月26日発売[集 6]）、ISBN 978-4-08-877460-2
  7. 【Phase37-43】2008年11月30日第1刷発行（11月28日発売[集 7]）、ISBN 978-4-08-877461-9（初回限定版：ISBN 978-4-08-908092-4）※付属：新装版全7巻収納BOX
- 『ローゼンメイデン』 全10巻
  1. 【TALE1-5】2008年12月24日第1刷発行（12月19日発売[集 8]）、ISBN 978-4-08-877566-1（特装版：ISBN 978-4-08-782198-7）
  2. 【TALE6-12】2009年9月23日第1刷発行（9月18日発売[集 9]）、ISBN 978-4-08-877702-3
  3. 【TALE13-19】2010年2月24日第1刷発行（2月19日発売[集 10]）、ISBN 978-4-08-877811-2
  4. 【TALE20-25】2010年9月22日第1刷発行（9月17日発売[集 11]）、ISBN 978-4-08-879029-9
  5. 【TALE26-31】2011年5月31日第1刷発行（5月27日発売[集 12]）、ISBN 978-4-08-879119-7（特装版：ISBN 978-4-08-782375-2）
  6. 【TALE32-37】2011年11月23日第1刷発行（11月18日発売[集 13]）、ISBN 978-4-08-879214-9
  7. 【TALE38-43】2012年5月23日第1刷発行（5月18日発売[集 14]）、ISBN 978-4-08-879370-2
  8. 【TALE44-49】2012年12月24日第1刷発行（12月19日発売[集 15]）、ISBN 978-4-08-879575-1
  9. 【TALE50-56】2013年7月24日第1刷発行（7月19日発売[集 16]）、ISBN 978-4-08-879563-8
  10. 【TALE57-FINAL(66)】2014年4月23日第1刷発行（4月18日発売[集 17]）、ISBN 978-4-08-879777-9
- 『ローゼンメイデン0 -ゼロ-』 全4巻
  1. 【第1-6階】2016年11月23日第1刷発行（11月18日発売[集 18]）、ISBN 978-4-08-890515-0
  2. 【第7-12階】2017年9月24日第1刷発行（9月19日発売[集 19]）、ISBN 978-4-08-890748-2
  3. 【第13-18階】2018年10月24日第1刷発行（10月19日発売[集 20]）、ISBN 978-4-08-891119-9
  4. 【第19-最終(24)階】2019年6月24日第1刷発行（6月19日発売[集 21]）、ISBN 978-4-08-891286-8
- ローゼンメイデン STARTER BOOK

デジタルのみの無料試し読み版。1部「まいた世界編」・2部「まかなかった世界編」・3部「2つの世界編」それぞれの冒頭1話ずつを抽出。1・2・3部の区分けは本書が初出。
- Rozen Maiden 序 カラー版

2013年6月19日発売。デジタル着色によるフルカラー版。新装版1巻冒頭の序章前篇・後篇。

### 愛蔵版コミックス
2022年に、シリーズ20周年を記念した愛蔵版として、1-3部を再編した愛蔵版が刊行された。PEACH-PITが新たに描きおろしたイラストをカバーに使用。全111話（Phase+TALE）。ほか大正浪漫×薔薇乙女、ニコイチメイデンを初収録。
- 『ローゼンメイデン愛蔵版』 全7巻
  1. 2022年5月18日発売[集 22]、ISBN 978-4-08-792754-2
  2. 2022年5月18日発売[集 23]、ISBN 978-4-08-792755-9
  3. 2022年6月17日発売[集 24]、ISBN 978-4-08-792762-7
  4. 2022年6月17日発売[集 25]、ISBN 978-4-08-792763-4
  5. 2022年7月19日発売[集 26]、ISBN 978-4-08-792764-1
  6. 2022年7月19日発売[集 27]、ISBN 978-4-08-792765-8
  7. 2022年8月19日発売[集 28]、ISBN 978-4-08-792766-5

### 画集
集英社発行の愛蔵版コミックス（書籍扱い・A4判）
- 『PEACH-PIT画集 「Rozen Maiden」』ISBN 978-4-08-782248-9

2009年9月18日発売。漫画「RozenMaiden」に関するカラーイラストを全て収録した画集である。収録イラストは2002年 - 2007年まで、新作描き下ろしもあり。ピンナップと全作品へのコメンタリーもついている。
- 『ローゼンメイデン画集「薔薇乙女」』ISBN 978-4-08-782775-0

2014年4月18日発売（完結第10巻と同時発売）。同上、YJ連載期、2008年 - 2014年までの画集。特装版1・5巻付録の内容を再録。『ジャンプスクエア』（2013年9月号）『りぼん』（2013年10月号）掲載の特別編2本を収録。特別編は『ゼロ』にも繋がるエピソード。

### 備考
- Extra Phase：バーズ版4巻、新装版4巻に収録され、番外編扱いのため収録位置が異なる。雛苺主役。初期アニメ2期5話『手紙』の原作シナリオ。
- EXTRA TALE：YJ版6巻末に収録、番外編カウントだが内容は本編。水銀燈とめぐの短編。3部の水銀燈が1部を回想する。
- ガールズトーク：柏葉巴と柿崎めぐの短編。ドールが全く出てこない（初出：週刊ヤングジャンプ増刊アオハルsweet2012年3月20日増刊号）
- 1巻特装版付録『少女のつくり方 How to make a girl』小冊子（初出：週刊ヤングジャンプ2008年16号。連載告知イラストーリー）
- 5巻特装版付録『薔薇獄乙女、或いは匣の中の少女』小冊子（初出：週刊ヤングジャンプ2010年29号。ALI PROJECTとのコラボ）
- ゼロ4巻収録 特別編：ローゼンメイデン0-ゼロ-展のコラボ短編。

ゼロと画集以外の漫画本編は全て韓国語で翻訳された。

## スピンオフ

### 漫画
ニコイチメイデン
ローゼンメイデン15周年に合わせて、ウルトラジャンプ誌上で連載されたカラーイラスト企画。全7回。薔薇乙女7人から2人をチョイス（＝ニコイチ）したイラストで、衣装は全員が白いセーラー姿。プラスワンの〆は7人勢揃いの一枚絵となり、ウルトラジャンプ2017年10月号の表紙を飾った。愛蔵版に収録。
Rozen Maiden Entr'acte（ローゼンメイデン アントラクト）
公式アンソロジーコミック。2005年11月24日に幻冬舎コミックスより発売された。ローゼンメイデンファンの作家陣によって構成されており、PEACH-PITは参加していない。諸般の事情により、初版のみで絶版。
- 〈幻冬舎コミックス〉、単巻
Rozen Maiden Entr'acte ISBN 4-344-80650-6

ローゼンメイデン dolls talk（ローゼンメイデン ドールズ トーク）
原作はPEACH-PIT、漫画はかるき春が担当。スピンオフのショートコメディ。『りぼん』2012年1月号より2014年4月号まで連載、および『りぼんスペシャル』2014年春号に掲載された、雛苺と真紅（特に雛苺）をメインにドール達のほのぼのした日常が描かれる。
- 〈りぼんマスコットコミックス〉より全3巻
  1. ISBN 978-4-08-867243-4 （2012年12月19日発売）
  2. ISBN 978-4-08-867283-0 （2013年8月9日発売）
  3. ISBN 978-4-08-867331-8 （2014年7月15日発売）

まいてはいけないローゼンメイデン
原作はPEACH-PIT、漫画はちょぼらうにょぽみが担当。スピンオフの無軌道ギャグ。作風をキャラ崩壊に徹したギャグ漫画になっており、帯には「PEACH-PIT先生の許可は貰っています」と注記してギャグにしている。『ミラクルジャンプ』No.12よりNo.15まで隔月連載され、同誌休刊後は『となりのヤングジャンプ』でWEB連載され、『ミラクルジャンプ』復刊第1号に「最後の特別編」が掲載されて単行本化。さらに『ウルトラジャンプ』2016年10月号に単発話「絶対にまいてはいけないローゼンメイデン」が掲載された。
- 〈ヤングジャンプコミックス〉、単巻
まいてはいけないローゼンメイデン ISBN 978-4-08-879823-3 （2014年4月18日発売）

ローゼンメイデントリビュート
2013年にヤングジャンプ誌上で行われた、作家陣によるイラスト企画。メンバーは小畑健、久米田康治、矢吹健太朗、横槍メンゴ、宇木敦哉、ちょぼらうにょぽみ、TNSK、石田スイ。ウルトラジャンプ2016年3月号に付録小冊子としてまとめて再録された（新規有）。
サンリオコラボ
サンリオキャラクターがローゼンメイデンに扮したイラストが描かれた。クリアファイルとしてウルトラジャンプ2017年10月号に付録された。

### 小説
幻冬舎版ノベライズ『Die Romane Der Rozen Maiden（ディ ロマーネ ディア ローゼンメイデン）』
幻冬舎コミックスより刊行されている。文は日暮茶坊、表紙イラストはPEACH-PIT、挿絵はオトウフ。漫画版とリンクするものの、物語はオリジナルである。また、多少、小説同士も話が繋がっている描写がある。1・2巻ともに、蒼星石と翠星石を間違えるといった誤植が存在する。また、原作でのりが8巻ラストで初めて知ったアリスゲームのことを既にのりに話したりしている。
1. Schwarzer Wind（シュヴァルツェァ ヴィンド）（黒い風） - 2006年11月30日刊行
2. kalkgrünAugen（カルクグルン アーゲン）（ライムグリーンアイ）が2007年6月29日刊行

集英社版ノベライズ
ジャンプ ジェイ ブックスより刊行されるノベライズの新シリーズ。小説は久麻當郎、表紙イラストはPEACH-PIT。主に原作を補完する内容で、過去の出来事を描いている。
『ローゼンメイデン　ツヴィリンゲ(Rozen Maiden die Zwillinge)』
2013年7月19日発売。2013年の新アニメに合わせて発表された新ノベライズ第一弾。副題「ツヴィリンゲ」はドイツ語で「双子」の意。翠星石と蒼星石が結菱一葉の手によって目覚め、翠星石がジュンの家にやって来るまでのエピソード。
『ローゼンメイデン ロートシュヴァルツ(Rozen Maiden Roth Schwarz)』
2014年4月18日発売。副題「ロートシュヴァルツ」はドイツ語で「紅黒」の意。19世紀、大英帝国・オックスフォードを舞台に真紅と水銀燈の過去が明かされる。

## テレビアニメ
2004年10月から12月にかけてTBSやBS-i等で放送された『ローゼンメイデン』（以下“第1期”）以降、続編が現在まで4作、製作されている。

### 概要
当初アニメは第1期のみの予定であり、第1期終了時点で監督の松尾衡は「やりたいことは全てやった」とコメントしていた。しかしDVD等の関連グッズが予想以上の販売となったことや、第1期終了と同じ頃に原作コミックにて水銀燈を中心とした新展開を迎えた状況の中、2005年10月から2006年1月に第2期『ローゼンメイデン トロイメント』（Rozen Maiden träumend）が製作され、TBSやBS-i等で放送された。
第2期終了直後の2006年2月19日、横浜BLITZにて開催された『ファン感謝祭』において（その時点では詳細不明ではあったが）特別編の製作決定が緊急発表された。後日、『ローゼンメイデン オーベルテューレ』（Rozen Maiden ouvertüre、以下“特別編”）のタイトルと放送日程が正式に公表され、2006年12月と2007年1月に全2話、TBSとBS-iで放送された。
その後、2013年7月より、一新した新シリーズ『ローゼンメイデン』がTBSやBS-TBS等で放送された。

### 初期アニメ版
TBS/薔薇乙女製作委員会製作、アニメーション制作はノーマッド。なお、ノーマッドの初制作作品でもある。
概ね原作の『月刊コミックバーズ』版を基にしているが、進行中の原作に基づいて物語を完結させるため、オリジナルの設定や要素が多いキャラクターの性格づけやストーリー展開がされた。松尾監督自身は第2期『トロイメント』に関して、ムック本『ノクトゥルネ』のインタビューて『続編でなかったら許されなかった点もあった』とも語っている。1期の段階から漫画とは設定レベルで別物で、さらに続編決定に伴って後付けされた要素がある。原作者のPEACH-PITは第1期製作には一切関与しなかったが、第2期以降はシリーズ監修およびキャラクター原案として参加している。
元来16：9のビスタサイズで制作されているが、他のTBS制作（ビスタサイズ制作）アニメ作品同様、BS-i以外は左右をカットして4：3サイズで放送している。第1期のみDVDソフトでは販売版は16:9の2話構成、レンタル版は4:3の3話構成と画面サイズや収録話数を使い分けて対処している。
2009年初冬にテレビシリーズのDVD-BOX発売が「TBSアニメフェスタ2008」にて発表され、順次発売、これと同時に「トロイメント」と「オーベルテューレ」のレンタルDVDも出ている。
2013年5月24日に第1期のBlu-ray Boxが、6月28日に第2期と特別編のBlu-ray Boxがそれぞれ発売された。

#### スタッフ
|                                 | 第1期                                      | 第2期                                      | 特別編                                     |
| ------------------------------- | ------------------------------------------ | ------------------------------------------ | ------------------------------------------ |
| 原作                            | PEACH-PIT                                  | PEACH-PIT                                  | PEACH-PIT                                  |
| 監督                            | 松尾衡                                     | 松尾衡                                     | 松尾衡                                     |
| シリーズ構成                    | 花田十輝                                   | 花田十輝                                   | 花田十輝                                   |
| キャラクターデザイン 総作画監督 | 石井久美                                   | 石井久美                                   | 石井久美                                   |
| イメージデザイン                | 春日井浩之                                 | 春日井浩之                                 | 春日井浩之                                 |
| 美術監督                        | 柴田千佳子                                 | 柴田千佳子                                 | 柴田千佳子                                 |
| 色彩設計                        | 勝沼まどか                                 | 勝沼まどか                                 | 梅崎ひろこ                                 |
| 色彩設計                        | N/A                                        | 井上英子                                   | 梅崎ひろこ                                 |
| 撮影監督                        | 岸克芳                                     | 岸克芳                                     | 折笠裕子                                   |
| 編集                            | 武宮むつみ                                 | 武宮むつみ                                 | 武宮むつみ                                 |
| 音響監督                        | 鶴岡陽太                                   | 鶴岡陽太                                   | 鶴岡陽太                                   |
| 音楽                            | 光宗信吉                                   | 光宗信吉                                   | 光宗信吉                                   |
| プロデューサー                  | 中村伸一 金庭こず恵                        | 中村伸一 金庭こず恵                        | 中村伸一 金庭こず恵                        |
| プロデューサー                  | 神宮司剛史 古神子広一 北尾勝               | N/A                                        | 中山佳久 寺田千秋                          |
| アニメーション制作              | ノーマッド                                 | ノーマッド                                 | ノーマッド                                 |
| 製作協力                        | ポニーキャニオン ムービック メモリーテック | ポニーキャニオン ムービック メモリーテック | ポニーキャニオン ムービック メモリーテック |
| 製作                            | TBS 薔薇乙女製作委員会                     | TBS 薔薇乙女製作委員会                     | TBS 薔薇乙女製作委員会                     |

#### 主題歌
第1期
オープニングテーマ「禁じられた遊び」
作詞 - 宝野アリカ / 作曲・編曲 - 片倉三起也 / 歌 - ALI PROJECT
エンディングテーマ「透明シェルター」
作詞・作曲 - myu / 編曲 - refio / 歌 - refio+霜月はるか（現kukui）
第2期（トロイメント）
オープニングテーマ「聖少女領域」
作詞 - 宝野アリカ / 作曲・編曲 - 片倉三起也 / 歌 - ALI PROJECT
- オープニングアニメーションはマングローブによる。

エンディングテーマ「光の螺旋律」
作詞 - 霜月はるか / 作曲・編曲 - myu / 歌 - kukui
- エンディングのアニメーションの冒頭部分に薔薇乙女のドイツ語名（上からKANARIENVOGEL（金糸雀）、KLEINE BEERE（雛苺）、REINER RUBIN（真紅）、横に並べてLAPISLAZURI STERN（蒼星石）、JADE STERN（翠星石））が記されており、内、真紅の名がTRÄUMENDの綴りに変わる映像がある（終盤でも同様な映像がある）。途中、下着姿の薔薇乙女の背景に“ALICE GAME”という文字が現れるがこれは英語である。
- なお、MERCURY LAMPE（水銀燈）とROZENKRISTALL（薔薇水晶）の文字は無い。

挿入歌「瞬」
作詞 - 松尾衡 / 作曲 - 光宗信吉 / 編曲 - 栗山善親 / 歌 - 柿崎めぐ（河原木志穂）
特別編（オーベルテューレ）
オープニングテーマ「薔薇獄乙女」
作詞 - 宝野アリカ / 作曲・編曲 - 片倉三起也 / 歌 - ALI PROJECT
エンディングテーマ「空蝉ノ影」
作詞 - 霜月はるか / 作曲・編曲 - myu / 歌 - kukui

#### 各話リスト
全てのサブタイトルにドイツ語（意訳）がついている。
| 話数                                        | サブタイトル 独語サブ     | 脚本                      | 絵コンテ                  | 演出                      | 作画監督                  | 初放送日                  |                           |                           |                           |                           |                           |                           |                           |                           |                           |                           |                           |                           |                           |                           |                           |                           |                           |                           |
| 第1期『ローゼンメイデン』                   | 第1期『ローゼンメイデン』 | 第1期『ローゼンメイデン』 | 第1期『ローゼンメイデン』 | 第1期『ローゼンメイデン』 | 第1期『ローゼンメイデン』 | 第1期『ローゼンメイデン』 | 第1期『ローゼンメイデン』 | 第1期『ローゼンメイデン』 | 第1期『ローゼンメイデン』 | 第1期『ローゼンメイデン』 | 第1期『ローゼンメイデン』 | 第1期『ローゼンメイデン』 | 第1期『ローゼンメイデン』 | 第1期『ローゼンメイデン』 | 第1期『ローゼンメイデン』 | 第1期『ローゼンメイデン』 | 第1期『ローゼンメイデン』 | 第1期『ローゼンメイデン』 | 第1期『ローゼンメイデン』 | 第1期『ローゼンメイデン』 | 第1期『ローゼンメイデン』 | 第1期『ローゼンメイデン』 | 第1期『ローゼンメイデン』 | 第1期『ローゼンメイデン』 |
| ------------------------------------------- | ------------------------- | ------------------------- | ------------------------- | ------------------------- | ------------------------- | ------------------------- | ------------------------- | ------------------------- | ------------------------- | ------------------------- | ------------------------- | ------------------------- | ------------------------- | ------------------------- | ------------------------- | ------------------------- | ------------------------- | ------------------------- | ------------------------- | ------------------------- | ------------------------- | ------------------------- | ------------------------- | ------------------------- |
| 1                                           | 薔薇乙女 Fräulein Rose    | 花田十輝                  | 松尾衡                    | 松尾衡                    | 石井久美                  | 2004年 10月8日            |                           |                           |                           |                           |                           |                           |                           |                           |                           |                           |                           |                           |                           |                           |                           |                           |                           |                           |
| 2                                           | 雛苺 Kleine Beere         | 花田十輝                  | 高橋丈夫                  | 高橋丈夫                  | 玉井公子                  | 10月15日                  |                           |                           |                           |                           |                           |                           |                           |                           |                           |                           |                           |                           |                           |                           |                           |                           |                           |                           |
| 3                                           | 水銀燈 Mercury Lampe      | 花田十輝                  | 大橋誉志光                | 吉本毅                    | 北野幸広 北尾勝           | 10月22日                  |                           |                           |                           |                           |                           |                           |                           |                           |                           |                           |                           |                           |                           |                           |                           |                           |                           |                           |
| 4                                           | 翠星石 Jade Star          | 岡田麿里                  | 桜美かつし                | 島崎奈々子                | ふくだのりゆき            | 10月29日                  |                           |                           |                           |                           |                           |                           |                           |                           |                           |                           |                           |                           |                           |                           |                           |                           |                           |                           |
| 5                                           | 階段 Die Treppe           | 玉井☆豪                   | 堀之内元                  | 小林智樹                  | 阿部達也                  | 11月5日                   |                           |                           |                           |                           |                           |                           |                           |                           |                           |                           |                           |                           |                           |                           |                           |                           |                           |                           |
| 6                                           | 涙 Tränen                 | 玉井☆豪                   | 宍戸淳 郷敏治             | 高橋丈夫                  | 玉井公子                  | 11月12日                  |                           |                           |                           |                           |                           |                           |                           |                           |                           |                           |                           |                           |                           |                           |                           |                           |                           |                           |
| 7                                           | 夢 Träume                 | 花田十輝                  | 田村しゅうへい            | 吉本毅                    | 北野幸広                  | 11月19日                  |                           |                           |                           |                           |                           |                           |                           |                           |                           |                           |                           |                           |                           |                           |                           |                           |                           |                           |
| 8                                           | 蒼星石 Lapislazuri Stern  | 岡田麿里                  | 松尾衡                    | 水本葉月                  | 菊地聡延                  | 11月26日                  |                           |                           |                           |                           |                           |                           |                           |                           |                           |                           |                           |                           |                           |                           |                           |                           |                           |                           |
| 9                                           | 檻 Die Gefängnis          | 岡田麿里                  | 紫紺                      | 池田重隆 川村賢一         | ふくだのりゆき 山沢実     | 12月3日                   |                           |                           |                           |                           |                           |                           |                           |                           |                           |                           |                           |                           |                           |                           |                           |                           |                           |                           |
| 10                                          | 別離 Abschied             | 玉井☆豪                   | 堀之内元                  | 太田雅彦                  | 北尾勝 阿部達也           | 12月10日                  |                           |                           |                           |                           |                           |                           |                           |                           |                           |                           |                           |                           |                           |                           |                           |                           |                           |                           |
| 11                                          | 運命 Schicksal            | 花田十輝                  | 堀之内元                  | 高橋丈夫 松田清           | 玉井公子                  | 12月17日                  |                           |                           |                           |                           |                           |                           |                           |                           |                           |                           |                           |                           |                           |                           |                           |                           |                           |                           |
| 12                                          | 真紅 Reiner Rubin         | 花田十輝                  | 松尾衡                    | 松尾衡                    | 石井久美                  | 12月24日                  |                           |                           |                           |                           |                           |                           |                           |                           |                           |                           |                           |                           |                           |                           |                           |                           |                           |                           |
| 第2期『ローゼンメイデン トロイメント』      |                           |                           |                           |                           |                           |                           |                           |                           |                           |                           |                           |                           |                           |                           |                           |                           |                           |                           |                           |                           |                           |                           |                           |                           |
| 1                                           | 薔薇水晶 Rozenkristall    | 花田十輝                  | 松尾衡                    | 松尾衡                    | 石井久美                  | 2005年 10月21日           |                           |                           |                           |                           |                           |                           |                           |                           |                           |                           |                           |                           |                           |                           |                           |                           |                           |                           |
| 2                                           | 槐 Enju                   | 花田十輝                  | 松尾衡                    | 鈴木利正                  | 菊池聡延                  | 10月28日                  |                           |                           |                           |                           |                           |                           |                           |                           |                           |                           |                           |                           |                           |                           |                           |                           |                           |                           |
| 3                                           | 金糸雀 Kanarienvogel      | 玉井☆豪                   | 堀之内元                  | 菜香ゆき                  | 田村正文                  | 11月4日                   |                           |                           |                           |                           |                           |                           |                           |                           |                           |                           |                           |                           |                           |                           |                           |                           |                           |                           |
| 4                                           | 契約 Vereinbarung         | 岡田麿里                  | 松尾衡                    | 木村寛                    | 土河紀夏                  | 11月11日                  |                           |                           |                           |                           |                           |                           |                           |                           |                           |                           |                           |                           |                           |                           |                           |                           |                           |                           |
| 5                                           | 手紙 Der Brief            | 玉井☆豪                   | 堀之内元                  | 小林智樹                  | 山内尚樹                  | 11月18日                  |                           |                           |                           |                           |                           |                           |                           |                           |                           |                           |                           |                           |                           |                           |                           |                           |                           |                           |
| 6                                           | 天使 Engel                | 花田十輝                  | 松尾衡                    | 土屋浩幸                  | 菊池聡延                  | 11月25日                  |                           |                           |                           |                           |                           |                           |                           |                           |                           |                           |                           |                           |                           |                           |                           |                           |                           |                           |
| 7                                           | 茶会 Teegesellschaft      | 玉井☆豪                   | 高田昌宏                  | 高田昌宏                  | 田村正文                  | 12月2日                   |                           |                           |                           |                           |                           |                           |                           |                           |                           |                           |                           |                           |                           |                           |                           |                           |                           |                           |
| 8                                           | 人形師 Puppenmacher       | 花田十輝                  | 松尾衡                    | 松尾衡                    | 高炅楠                    | 12月9日                   |                           |                           |                           |                           |                           |                           |                           |                           |                           |                           |                           |                           |                           |                           |                           |                           |                           |                           |
| 9                                           | 戒 Der Tadel              | 岡田麿里                  | 太田雅彦                  | 青柳宏宣                  | 山内尚樹                  | 12月16日                  |                           |                           |                           |                           |                           |                           |                           |                           |                           |                           |                           |                           |                           |                           |                           |                           |                           |                           |
| 10                                          | 巴 Tomoe                  | 花田十輝                  | 島崎奈々子                | 島崎奈々子                | 菊池聡延                  | 2006年 1月13日            |                           |                           |                           |                           |                           |                           |                           |                           |                           |                           |                           |                           |                           |                           |                           |                           |                           |                           |
| 11                                          | 薔薇園 Rosengarten        | 岡田麿里                  | 堀之内元                  | 小林智樹                  | 田村正文                  | 1月20日                   |                           |                           |                           |                           |                           |                           |                           |                           |                           |                           |                           |                           |                           |                           |                           |                           |                           |                           |
| 12                                          | 少女 Alice                | 花田十輝                  | 松尾衡                    | 松尾衡                    | 石井久美                  | 1月27日                   |                           |                           |                           |                           |                           |                           |                           |                           |                           |                           |                           |                           |                           |                           |                           |                           |                           |                           |
| 特別編『ローゼンメイデン オーベルテューレ』 |                           |                           |                           |                           |                           |                           |                           |                           |                           |                           |                           |                           |                           |                           |                           |                           |                           |                           |                           |                           |                           |                           |                           |                           |
| 前編                                        | 悠久 Ewigkeit             | 花田十輝                  | 松尾衡 山崎みつえ         | 松尾衡                    | 田村正文                  | 12月23日                  |                           |                           |                           |                           |                           |                           |                           |                           |                           |                           |                           |                           |                           |                           |                           |                           |                           |                           |
| 後編                                        | 虚飾 Eitelkeit            | 花田十輝                  | 松尾衡                    | 松尾衡                    | 菊池聡延                  | 12月24日                  |                           |                           |                           |                           |                           |                           |                           |                           |                           |                           |                           |                           |                           |                           |                           |                           |                           |                           |

#### 放送局
| 放送地域                   | 放送局             | 放送期間                       | 放送日時                              | 放送系列 | 備考                 |
| 第1期                      | 第1期              | 第1期                          | 第1期                                 | 第1期    | 第1期                |
| -------------------------- | ------------------ | ------------------------------ | ------------------------------------- | -------- | -------------------- |
| 関東広域圏                 | 東京放送           | 2004年10月7日 - 12月23日       | 木曜 25:55 - 26:25                    | TBS系列  | 製作局               |
| 日本全域                   | BS-i               | 2004年10月14日 - 12月30日      | 木曜 24:30 - 25:00                    | BS放送   | 16:9フルサイズ放送   |
| 第2期（トロイメント）      |                    |                                |                                       |          |                      |
| 関東広域圏                 | 東京放送           | 2005年10月20日 - 2006年1月26日 | 木曜 25:55 - 26:25                    | TBS系列  | 製作局               |
| 日本全域                   | BS-i               | 2005年11月3日 - 2006年2月2日   | 木曜 25:00 - 25:30                    | BS放送   |                      |
| 中京広域圏                 | 中部日本放送       | 2005年11月4日 - 2006年2月10日  | 金曜 27:45 - 28:15                    | TBS系列  | 第1期は未放送        |
| 近畿広域圏                 | 毎日放送           | 2005年12月10日 - 2006年3月4日  | 土曜 26:55 - 27:25                    | TBS系列  | アニメシャワー 第3部 |
| 日本全域                   | キッズステーション | 2006年1月9日 - 3月27日         | 月曜 24:30 - 25:00                    | CS放送   | リピート放送あり     |
| 特別編（オーベルテューレ） |                    |                                |                                       |          |                      |
| 関東広域圏                 | 東京放送           | 2006年12月22日・12月23日       | 金曜 27:30 - 28:00 土曜 27:16 - 27:46 | TBS系列  | 製作局               |
| 日本全域                   | BS-i               | 2007年1月11日・1月18日         | 木曜 24:30 - 25:00                    | BS放送   |                      |

| TBS 木曜25:55枠          | TBS 木曜25:55枠                    | TBS 木曜25:55枠                       |
| 前番組                   | 番組名                             | 次番組                                |
| ------------------------ | ---------------------------------- | ------------------------------------- |
| （テレビドラマ再放送枠） | ローゼンメイデン ※本作からアニメ枠 | ああっ女神さまっ （TV第1シリーズ）    |
| 苺ましまろ               | ローゼンメイデン トロイメント      | アニアニランド （びんちょうタン/REC） |

### 新アニメ版
2013年7月から9月まで放送された。これまでのアニメ版とのつながりはなく、『週刊ヤングジャンプ』での連載に則ったストーリーで、原作に準拠した内容となる。海外タイトルは『Rozen Maiden: Zurückspulen』（「Zurückspulen」＝「巻き直す」「巻き返す」）。
第1話は1部（旧バーズ版）のストーリーをダイジェスト形式とした内容となり、第2話から2部のストーリーが始まる。
アニメーション制作がスタジオディーンに変更されたのをはじめ、スタッフも大幅に入れ替わっている一方、キャストは一部を除き初期アニメ版から引き継がれ、オープニングテーマも同様にALI PROJECTが続投した。

#### スタッフ
- 監督 - 畠山守
- シリーズ構成・脚本・音響監督 - 望月智充
- キャラクターデザイン・総作画監督 - 坂井久太
- 美術監督 - 池田繁美
- 色彩設計 - 佐野ひとみ
- 撮影監督 - 浜尾繁光
- 編集 - 松原理恵
- 音楽 - 光宗信吉
- 音楽制作 - ランティス
- プロデューサー - 田中潤一朗、高取昌史、林洋平、青木絵理子
- アニメーションプロデューサー - 浦崎宣光
- アニメーション制作 - スタジオディーン
- 製作協力 - ポニーキャニオン、ムービック、メモリーテック
- 製作 - TBS、ローゼンメイデン製作委員会

#### 主題歌
オープニングテーマ「私の薔薇を喰みなさい」
作詞 - 宝野アリカ / 作曲・編曲 - 片倉三起也 / 歌 - ALI PROJECT
エンディングテーマ「Alternative」
作詞・歌 - Annabel / 作曲・編曲 - myu
第5話挿入歌「からたちの花〜めぐver.〜」
作詞 - ？ / 作曲 - ？ / 編曲 - ？ / 歌 - 柿崎めぐ（河原木志穂）

#### 各話リスト
作中では冒頭にのみ話数が「TALE ○」とだけ表示され、サブタイトルは放送データのみの表示となっている。
| 話数    | サブタイトル       | 絵コンテ       | 演出            | 作画監督                                         | 総作画監督        | 初放送日      |
| ------- | ------------------ | -------------- | --------------- | ------------------------------------------------ | ----------------- | ------------- |
| TALE 1  | アリスゲーム       | 畠山守         | 畠山守          | 浅井昭人 森本浩文                                | 坂井久太          | 2013年 7月5日 |
| TALE 2  | 少女のつくり方     | 畠山守         | 美甘義人        | 堀越久美子 石川洋一                              | 坂井久太          | 7月12日       |
| TALE 3  | 真紅の目覚め       | 畠山守         | 村田尚樹        | ウエタミノル 武本大介                            | 坂井久太          | 7月19日       |
| TALE 4  | ティーポット       | 畠山守         | 小柴純弥        | Chang Bum Chul Park Hong Keun                    | 坂井久太 森本浩文 | 7月26日       |
| TALE 5  | 天使の黒い羽根     | 畠山守         | 赤城博昭        | 浅井昭人 森本浩文                                | 坂井久太          | 8月2日        |
| TALE 6  | 下弦の月まで       | 畠山守         | 村田尚樹        | 石川洋一 堀越久美子                              | 坂井久太          | 8月9日        |
| TALE 7  | 存在した時間       | 宮尾佳和       | 久保太郎        | 築山翔太 阿部千秋 松尾亜希子                     | 坂井久太          | 8月16日       |
| TALE 8  | アンティークドール | 名村英敏       | 浅利藤彰        | Chang Bum Chul Shin Hye Ran Park Hong Keun       | 坂井久太          | 8月23日       |
| TALE 9  | 幻影の白薔薇       | わたなべひろし | 村田尚樹        | 浅井昭人 森本浩文                                | 坂井久太          | 8月30日       |
| TALE 10 | 見えない選択肢     | 登坂晋         | 登坂晋          | 松尾亜希子 石川洋一 ウクレレ善似郎 森本浩文      | 坂井久太          | 9月6日        |
| TALE 11 | 約束と嘘           | 宮尾佳和       | 久保太郎 畠山守 | 服部憲知 堀越久美子 築山翔太 出野喜則 森本浩文   | 坂井久太 森本浩文 | 9月13日       |
| TALE 12 | ローザミスティカ   | 竹下健一       | 竹下健一        | Chang Bum Chul Shin Hye Ran Kim Hyo Eun          | 坂井久太          | 9月20日       |
| TALE 13 | わすれないで       | 畠山守         | 畠山守 久保太郎 | 森本浩文 浅井昭人 阿部千秋 松尾亜希子 大前裕美子 | 坂井久太 森本浩文 | 9月27日       |

#### 放送局
| 放送地域   | 放送局             | 放送期間                 | 放送日時           | 放送系列                                | 備考                                |
| ---------- | ------------------ | ------------------------ | ------------------ | --------------------------------------- | ----------------------------------- |
| 関東広域圏 | TBSテレビ          | 2013年7月4日 - 9月26日   | 木曜 25:58 - 26:28 | TBS系列                                 | 製作局                              |
| 近畿広域圏 | 毎日放送           | 2013年7月8日 - 9月30日   | 月曜 27:25 - 27:55 | TBS系列                                 |                                     |
| 韓国全域   | ANIPLUS            | 2013年7月9日 - 10月1日   | 火曜 23:00 - 23:30 | CS放送 IP放送 ケーブルテレビ ネット配信 | 15歳以上視聴可で放送 韓国語字幕あり |
| 中京広域圏 | 中部日本放送       | 2013年7月11日 - 10月3日  | 木曜 27:13 - 27:43 | TBS系列                                 |                                     |
| 日本全域   | BS-TBS             | 2013年7月13日 - 10月5日  | 土曜 25:30 - 26:00 | BS放送                                  |                                     |
| 日本全域   | ニコニコ生放送     | 2013年7月16日 - 10月8日  | 火曜 23:30 - 24:00 | ネット配信                              |                                     |
| 日本全域   | ニコニコチャンネル | 2013年7月16日 - 10月8日  | 火曜 24:00 更新    | ネット配信                              |                                     |
| 日本全域   | バンダイチャンネル | 2013年7月23日 - 10月15日 | 火曜 24:00 更新    | ネット配信                              |                                     |
| 日本全域   | TBSチャンネル1     | 2013年9月29日 - 11月10日 | 日曜 25:00 - 26:00 | CS放送                                  | 2話連続放送                         |
| 日本全域   | AT-X               | 2014年7月23日 -          | 水曜 23:00 - 23:30 | CS放送                                  | リピート放送あり                    |

#### Blu-ray / DVD
2013年8月30日から2014年2月19日まで発売された。
| 1 | 2013年8月30日  | 第1話           | PCXE-50291 | PCBE-54361 |
| 2 | 2013年9月18日  | 第2話 - 第3話   | PCXE-50292 | PCBE-54362 |
| 3 | 2013年10月16日 | 第4話 - 第5話   | PCXE-50293 | PCBE-54363 |
| 4 | 2013年11月20日 | 第6話 - 第7話   | PCXE-50294 | PCBE-54364 |
| 5 | 2013年12月18日 | 第8話 - 第9話   | PCXE-50295 | PCBE-54365 |
| 6 | 2014年1月15日  | 第10話 - 第11話 | PCXE-50296 | PCBE-54366 |
| 7 | 2014年2月19日  | 第12話 - 第13話 | PCXE-50297 | PCBE-54367 |

| TBS 木曜25:58枠 | TBS 木曜25:58枠  | TBS 木曜25:58枠                     |
| 前番組          | 番組名           | 次番組                              |
| --------------- | ---------------- | ----------------------------------- |
| フォトカノ      | ローゼンメイデン | IS 〈インフィニット・ストラトス〉 2 |

## ドール・フィギュア
本作品がドールの物語であることから、各キャラクターのドールが発売されている。またフィギュアは中々商品化されず、エポック社からカプセルトイで発売が予告されたが現在まで未発売となっており、ユージンがSRDXで商品化して以来いくつかのメーカーから商品化されている（VOLKS ローゼンメイデン商品一覧）。
アニメージュ限定
『月刊アニメージュ』2005年1月号誌上限定通販。真紅の初の等身大ドール。ドール素体はオビツボディだがそれ以外は完全新規作り起こし。原型製作は川村恭一、衣装製作はPb'-factory。
スーパードルフィー（株式会社ボークス）
スーパードルフィー（SD）・SD13・幼SD化で合計5体。幼SD雛苺にはくんくんのぬいぐるみが付属する。5体とも限定発売で全て完売となった。原作者監修のもと制作。
SD：真紅（2005年12月発売 SD「真紅」）/翠星石（2007年5月発売 SD「翠星石」）/蒼星石（2007年5月発売 SD「蒼星石」）
SD13：水銀燈（2007年12月発売 SD13「水銀燈」）
幼SD：雛苺&くんくん（2007年12月発売 幼SD「雛苺&くんくん」）
プーリップ・ダル（株式会社ジュンプランニング）
プーリップとダルで7体がドール化された（ジュンプランニング 関連URL）。真紅については発売前から評価が高く、即日完売した。如雨露や鋏、剣、日傘等、それぞれのキャラのオプショングッズ付き。
プーリップ：真紅（2006年11月発売）/水銀燈（2007年1月発売）/翠星石（2007年3月発売）/蒼星石（2007年5月発売）/薔薇水晶（2007年7月発売）/雪華綺晶（2007年9月下旬 - 10月上旬発売）※TBSishop、キッズセレクトでの1000体限定発売/真紅 くんくん変身セットVer（2008年3月発売）
ダル：雛苺（2006年11月発売）/金糸雀（2007年7月発売）
かすたまP（株式会社ボークス）
完成品フィギュア「かすたまPシリーズ」（PVC製塗装済み完成品）として4体が発売されている。
- 真紅（2007年9月発売）/水銀燈（2007年9月発売）/翠星石（2007年10月発売）/蒼星石（2007年10月発売）

FIGURE FIGURE（株式会社ボークス）
ガレージキットFIGURE FIGUREシリーズ（未塗装・未組立ガレージキット）として6体が発売されている。
- 真紅（2007年9月発売）/雛苺（2007年9月発売）/翠星石（2007年10月発売）/蒼星石（2007年10月発売）/水銀燈（2007年11月発売）/薔薇水晶（2007年11月発売）

ぷちぱーティ
ローゼンメイデンミニドールシリーズとして5体が発売されている。原型制作はNagiy、衣装祭作はアゾンインターナショナル。
- 真紅（2006年3月発売）/翠星石（2006年12月発売）/蒼星石（2006年12月発売）/雛苺（2007年6月発売）/水銀燈（2007年10月発売）

プーリップ2期（株式会社グルーヴ）
新アニメ版のデザインをモチーフにしている（ローゼンメイデン：グルーヴオフィシャルブログ）。販売レーベルも変わった。
- 珪孔雀（2014年3月発売）/真紅（2014年3月発売）/水銀燈（2014年5月発売）/雪華綺晶（2014年7月発売）/雛苺（2014年9月発売）/翠星石（2015年3月発売）/蒼星石（2015年3月発売）/金糸雀（2015年4月発売）

DOLK
DOLKから水銀燈と真紅のキャストドール化が発表された。（公式サイトの告知ページ）完全受注制で、真紅は2020年に受付し2021年に発送。水銀燈は2022年8月に受注がスタートした。同時に翠星石の受注の予告も行われた。

## その他メディア展開

### ゲーム
Rozen Maiden（ローゼンメイデン）
2005年2月2日にワークジャムよりリリース。iモード専用アプリ、EZアプリ、Yahoo!ケータイ専用アプリの3つがが存在する。第1話「薔薇乙女」が配信され、その後も定期的にストーリーが配信されていった。全10話。ジャンルはアドベンチャー+ターン制戦闘ゲーム形式で、アニメ第1期を再構成した内容になっている。各話を好成績で終えるとアフターストーリーとして、オリジナルストーリーが楽しめる。
Rozen Maiden duellwalzer（ローゼンメイデン ドゥエルヴァルツァ）
2006年4月27日発売。PlayStation 2用ゲーム。開発と発売はタイトー。基本システムはアドベンチャーゲーム形式+シューティングゲーム。レイティングはCERO：A（全年齢対象）。
アニメ1期を再構成した内容となっている。全6話。作中作『名探偵くんくん』の新作アニメ前後編が収録されている。
販売店によっては『Beilage Disk』（「付属ディスク」の意）という非売品CDも付き、ゲームサントラと登場キャラの音声集が収録。限定版付属特典は懐中時計（PEACH-PIT描き下ろし真紅シルエット+シリアルナンバー入り）。2007年3月15日には『TAITO BEST』として廉価版も発売された。
Rozen Maiden gebetgarten（ローゼンメイデン ゲベートガルテン）
2007年3月22日発売。PlayStation 2用ゲーム。開発と発売はタイトー。ジャンルはアドベンチャーゲーム+3D格闘ゲーム。レイティングはCERO：A（全年齢対象）。ドゥエルヴァルツァに続く第2弾だが、ジャンルがシューティングから格闘に変わった。ゲームのシステムベースは同社の名作『サイキックフォース』を踏襲している。
前作と同様に、販売店によっては『Beilage Disk2』（付属CD）が付き、ゲームサントラと登場キャラの音声集が収録。限定版付属特典は懐中時計（PEACH-PIT描き下ろし水銀燈シルエット+シリアルナンバー入り）。
ローゼンメイデン ヴェヘゼルン ジー ヴェルト アップ
2014年1月30日発売。PlayStation 3・PlayStation Vita用ゲーム。発売は5pb.。レイティングはCERO：B（12才以上対象）。ジャンルはアドベンチャーゲームで、自称「薔薇乙女アドベンチャー」。シナリオはエレファンテ（大林敬、稲葉陸）。新アニメ版を基準に制作されており、「まいた世界編」はアニメ第1話でダイジェストとなっていた旧バーズ版（1部）の物語を完全に補完する内容となっている。アニメに登場しなかった結菱一葉などのキャラクターもフルボイスで登場する。マルチエンディング形式。
あるルートでは斉藤さんが完全にヒロイン。またクリア後ルートなるものがあり、オリジナルのまかなかった世界編のその後のifルートとして、まいたジュンとまかなかったジュンが逆の世界に戻ってしまう。
店舗ごとに異なる購入特典有り。限定版付属特典は懐中時計（作中で真紅が所有するものをモチーフ+シリアルナンバー入り）。

### ドラマCD
- Rozen Maiden -ローゼン メイデン-
  - 第1期アニメに先んじて2004年6月25日にフロンティアワークスより発売。なお、声優陣が後のアニメ版とは異なる。
- TVアニメ『ローゼンメイデン』オリジナルドラマ 〜『探偵』Detektiv〜
  - 2005年2月28日発売。これ以降はアニメ版の声優陣が演じ、発売元もMellowHead[注 6]となる。
- ローゼンメイデン トロイメント オリジナルドラマCD
  - 2006年2月22日発売。
- Rozen Maiden träumend CD COLLECTION
  - TBSアニメフェスタ'06において先行発売され、後に全国のアニメイトでもプライスの景品として発売された。全7種+シークレット1種。
- ローゼンメイデン トロイメント Character Drama
  1. 「Vol.1 水銀燈」2006年8月23日発売
  2. 「Vol.2 金糸雀」2006年9月22日発売
  3. 「Vol.3 翠星石」2006年10月25日発売
  4. 「Vol.4 蒼星石」2006年11月22日発売
  5. 「Vol.5 真紅」2007年1月24日発売
  6. 「Vol.6 雛苺」2007年2月7日発売
  7. 「Vol.7 薔薇水晶」2007年3月7日発売

  - 脚本に新たにあおしまたかし、子安秀明を起用するなど、マンネリ化脱却の動きが見られる。
- ローゼンメイデン トロイメント 〜クリスマス編〜
  - 2007年12月21日発売

### インターネットラジオ・ラジオCD
『薔薇の香りのGarden Party』
- MellowHead（オンザラン）の親会社であるランティスのインターネットラジオサイト『ランティスウェブラジオ』にて『ローゼンメイデン・ウェブラジオ 薔薇の香りのGarden Party』が2005年5月から9月まで放送された。
- 2005年8月に江ノ島海岸で公開録音が実施され、その会場で横断幕に出演者や参加者などによる寄せ書きが行われた。
- 後にそのCD版が発売され、「トロイメント」DVD第一巻初回限定版にも、そのダイジェスト版特典CDが同梱されている。

『水銀燈の今宵もアンニュ〜イ』
- 『オーベルテューレ』の展開に合わせて、TBSアニメフェスタ'06での『ローゼンメイデン』の部内コーナー『水銀燈の今宵もアンニュ〜イ』が、そのDVD初回限定版（2007年2月21日発売）の特典CDとして同梱されることが決定し、その予告編が『ランティスウェブラジオ』にて2007年1月5日より2回に分けて配信された、後述の新規録音版Vol.2発売前にも予告編を配信。
- その反響から、同年3月21日にはアニメ雑誌付録版も含む新規録音の同名ラジオCDが発売され、ほぼ定期的にメディア展開されている形となっている。詳細は該当項を参照。

『ローゼンメイデン〜ヴィーダーゼーエン〜』
- ランティスウェブラジオにて2013年7月3日から12月10日まで放送された。パーソナリティは沢城みゆき（真紅 役）と真田アサミ（桜田ジュン 役）。

### ラジオ番組
2006年12月現在、TBSラジオには自社制作のアニラジ番組は存在しない一方で、水銀燈役の田中理恵がパーソナリティを務めるニッポン放送『有楽町アニメタウン』の方が熱心に取り上げる傾向が見られた。
この作品に纏わる企画や、出演声優や松尾監督をゲストに招いたり、時には同じく『アニタン』パーソナリティーである同局の吉田尚記アナウンサーが後述のイベント『感謝祭』で司会を務めたりもした。これはこの作品の制作に関連会社のポニーキャニオンが参加している影響と見られる。

### アニメフィルムコミックス
原作本と同じ幻冬舎コミックスから2005年秋に第1期全12話を各巻ごとに4話収録した計3巻が発売された。全巻購入者の中から抽選で100名に表紙テレカ3枚組セットのプレゼント企画が展開された。
- Rozen Maiden フィルムコミックス
  1. ISBN 4-344-80630-1
  2. ISBN 4-344-80651-4
  3. ISBN 4-344-80661-1

### ムック・資料設定集
- 『ローゼンメイデン edel rose（エーデルローゼ）』：第1期版ムック。エムディエヌコーポレーション発行、インプレスコミュニケーションズ発売。
- 『ローゼンメイデン Nocturne（ノクトゥルネ）』：『トロイメント』版ムック。幻冬舎コミックス発行（幻冬舎発売）。
- 『ローゼンメイデン 設定資料集』：第1期に関するもの。ムービック刊。
- 『ローゼンメイデン トロイメント 設定資料集』：第2期に関するもの。ムービック刊。

### 画集
- 『TVアニメーション ローゼンメイデン ヴィジュアルブック ERINNERUNG』：第1期･第2期のイラスト集。エンタテインメント書籍編集部 (著)
- 『TVアニメーション ローゼンメイデン 原画集 Kunstwerk（クンストヴェルク）』 一迅社発行。

2007年3月17日発売。A4判。内容は主に薔薇乙女たちの原画集である。第1期から特別編までの原画、PEACH-PITと声優陣のインタビュー、最近の未掲載のカラーイラストも掲載している。松尾衡・石井久美のコメント付きである。付録として、「翠星石のズバリ言うですぅ!」という罵りボイスCDが付いている。

### その他
Alice Project
NECビッグローブ、TBS、マウスプロモーションの3社が共同で2007年12月に開設した、期間限定の音声合成実験サイト。NEC共通基盤ソフトウェア研究所が開発した音声合成エンジンの精度向上を目的に開設されたもので、100文字までのテキストを入力すると音声合成し、真紅の声と顔アニメーションでしゃべらせることができる。多くの利用者の手によって有益な知見が得られ、音声合成技術の発展に向けた成果を挙げることが出来たことや、当初の実験期間の目安である「3か月」が経過したため、Alice Projectは2008年3月17日より段階的に終了し、2008年3月31日午前10時をもってサイトが閉鎖された。その後この実験サービスを発展させ、BIGLOBEの正式サービス「コエラボ」として2008年9月よりサービスが開始されている。
SINoALICE -シノアリス-
2020年10月27日から11月10日までコラボが開催された。真紅、水銀燈、雛苺、翠星石、蒼星石、金糸雀が登場。
mayla classic
2021年にコラボイヤオブジェが発売された。7人のドールをモチーフにしている。
Alice Closet
2021年4月12日から4月26日までコラボが開催された。薔薇乙女たちをイメージした衣装が登場するガチャや各種キャンペーンを実施。

## イベント
- 2004年9月に開催された『TBSアニメフェスタ』でキービジュアル＆作品コーナー設置。公式の最初のイベント。
- 2004年12月には有楽町朝日ホールにて、TV版第一期の後番組となる『AIR』との合同イベントが開催された。
- 2005年12月には、新宿・ロフトプラスワンにて「水銀燈決起集会」が開催された。公式HPや アニカン等で出題されたカルトクイズ上位正解者150人を招待、ゲストに水銀燈役の田中理恵や松尾監督など主要スタッフ、業界関係者等。
- 2006年2月には横浜BLITZにて、『ローゼンメイデン感謝祭』が開催された。主要声優陣ほぼ全員（ドール7体＋桜田姉弟＋巴＋めぐ）とALI PROJECTが出演。イベントの最後に「特別編」の制作決定を発表。
- 2006年4月29日に福岡県遠賀郡芦屋町の岡湊神社で開催された、「平成18年度あしや人形感謝祭」の公式マスコットキャラクターに主要キャラが採用され[17]、登場キャラクターが描かれた宣伝用ポスター等が製作された。また、開催当日にはJR九州バスの観光バス側面に「真紅」のラッピングを施した「真紅ライナー」が運行された。RED LINERのREDと真紅をかけた洒落である。イベントの様子は、『広報あしや』・平成18年6月4日号でも紹介された。
  - このイベントについて、原作者のPEACH-PITは自身のブログで「それにしても色紙に大臣の名前を書く日が来ようとは」と言及。過去の噂から麻生太郎のことではないかとの憶測を呼んだ。なお、福岡県遠賀郡芦屋町は、衆議院議員（当時）麻生太郎の選出区である福岡県第8区であり、当日も秘書が出席していたという情報がある[18]。あしや人形感謝祭実行委員会の公式HPには、麻生太郎がイラストを掲げている写真もある。
- 2006年11月5日に品川インターシティホールにて『ローゼンメイデン文化祭』が開催された。
- YJ連載が完結した2014年に、『ローゼンメイデン展』が開催された。東京のパラボリカ・ビスにて、2014年6月7日から7月7日まで。特別展覧に恋月姫の人形。トリビュート展覧に、西織銀とコラボアーティストによる、トリビュートドール7体を展示[19]。
- 『誕生15周年・ローゼンメイデン0-ゼロ-展』が、2017年9月15日から10月31日にかけて、東京浅草のパラボリカ・ビスで行われた（浅草はゼロの舞台である）。大正浪漫トリビュート・ドールズ（制作：西織銀、ドレスデザイン：しきみ）を展示[20][21]。
  - 出張展『誕生15周年・ローゼンメイデン0-ゼロ-展 in KYOTO』が、2018年2月17日から3月18日（金土日のみ）にかけて、京都山科の春秋山荘にて行われた[22][23]。
- ローゼンメイデン 20周年展が東京と大阪で開催予定。

## エピソード
麻生太郎
麻生太郎が本作を読んだという2ちゃんねるの匿名書き込みを根拠にした噂が話題になり、「とうとうオタクも市民権を得た」「俺たちの麻生太郎」と熱烈な支持を受けた。当時の自民党では加藤の乱の教訓からネット世論には懐疑的であったが、以降、秋葉原が自民党の演説場所の定番になるなどの影響を与えた。2ちゃんねるのニュースおよび政治ネタを扱う板を中心としたネット界隈では、麻生を支持する者によって、この漫画のタイトルから「ローゼン」「ローゼン麻生」「ローゼン閣下」などと呼ばれることがあった。
2006年7月16日・2007年6月10日・2011年8月28日放送の読売テレビ『たかじんのそこまで言って委員会』で本件に触れられたりしたほか、TBSアニメフェスタ'06の司会を務めたTBSアナウンサーの向井政生が「麻生大臣も特別編を観てくれるはず」などと言及した。また前述の「平成18年度あしや人形感謝祭」当日は、芦屋町長とともに麻生の秘書も参列している。2008年度版の『現代用語の基礎知識』にも項目としてと取り上げられている。
また、イメージイラストは特別にセル画が2枚制作され、芦屋町と飯塚市の麻生邸にそれぞれ保存されている。「平成21年度あしや人形感謝祭」では、麻生首相の秘書が芦屋町長からセル画を受け取る写真が公表されている。
なお、麻生の漫画好きは事実であるが、ローゼンメイデンについては「少女漫画」などと発言しているため、噂について疑問視されることがある。新左翼の成人漫画家山本夜羽音は麻生が表現規制推進派であったと批判している。山本は2008年に秋葉原の麻生演説会場で「とっとと解散しる!!!」とプラカード抗議を行った。
いずれにせよ、自民党の対オタク戦略はその後表現規制反対活動家の山田太郎や漫画家の赤松健の出馬に発展し、保守=表現規制推進、リベラル=表現規制反対の従来のイメージを逆転させていくことになった。
堀江貴文
堀江貴文はライブドア社長当時、6月6日付のlivedoor 社長日記の執務中のスナップ写真において机上に『ローゼンメイデン』の単行本が見えていたことから、読者ではないかと2ちゃんねる上で祭りとなった。当時ライブドアと幻冬舎の業務提携が発表されており、提携先の看板作品である本作が堀江の机上にあることはありえなくなかったが、そのコントラストが話題となった。
栗山千明
女優の栗山千明は『新世紀エヴァンゲリオン』などの作品と同時に愛読していることを公言している。